# Narodowe Muzeum Sztuki Republiki Białorusi
Narodowe Muzeum Sztuki Republiki Białorusi (biał. Нацыянальны мастацкі музей Рэспублікі Беларусь) – największa na Białorusi instytucja powołana do badań i opieki nad obiektami o wartości historyczno-artystycznej. W repozytorium i ekspozycjach muzeum znajduje się ponad 27 tys. eksponatów, stanowiących 20 kolekcji sztuki, które z kolei są podzielone na dwa segmenty: zbiór dzieł białoruskiej sztuki narodowej i zbiór dzieł światowych sztuk narodowych. Główna siedziba muzeum znajduje się w Mińsku.

## Nazwy
1939–1957: Państwowa Galeria Sztuk Pięknych (Дзяржаўная мастацкая галерэя)
1957–1993: Państwowe Muzeum Sztuki BSRR (Дзяржаўны мастацкі музей БССР)
Od 1993 roku: Narodowe Muzeum Sztuki Republiki Białorusi (Нацыянальны мастацкі музей Рэспублікі Беларусь)

## Historia muzeum
Muzeum powołano 24 stycznia 1939 roku na mocy ustawy Rady Komisarzy Ludowych BSRR. Składało się z oddziałów grafiki, malarstwa, rzeźby i sztuki użytkowej.
W związku z rozpoczęciem wojny w 1941 roku kolekcję muzeum zamierzano ewakuować na wschód, jednak plan ten nie powiódł się. Zdobyta przez Niemców kolekcja stała się przedmiotem rywalizacji pomiędzy Hansem Possem – dyrektorem Gemäldegalerie i pełnomocnikiem do spraw stworzenia prywatnego muzeum Hitlera, Kajetanem Mühlmannem – specjalnym komisarzem ds. rejestracji zabytków na terenach wschodnich, oraz Heinrichem Himmlerem – kierownikiem Ahnenerbe. Najcenniejsze zabytki sztuki użytkowej i malarstwa zostały wywiezione do Königsbergu i w głąb Rzeszy. Losy większości pozostałych eksponatów pozostają nieznane. Część przekazano powstałym w Mińsku niemieckim organizacjom. Płótna z XVIII–XIX wieku, wazy, wyroby z marmuru, zegarki itd. zostały przekazane przez Schutzstaffel Wehrmachtowi – o czym gauleiter Okręgu Generalnego „Białoruś” Wilhelm Kube zawiadomił Alfreda Rosenberga. Według spisu sporządzonego z pamięci w 1944 roku przez pracowników przedwojennego muzeum, w trakcie okupacji Niemcy wywieźli:

– setki dzieł malarstwa białoruskiego XIX – I połowy XX wieku
– 800 sztuk porcelany zachodnioeuropejskiej
– 480 sztuk porcelany rosyjskiej
– 233 dzieł malarstwa rosyjskiego
– 200 ręcznie robionych narzut
– 89 rzeźb
– 60 ikon i obrazów z XVI–XVIII wieku
– 48 pasów słuckich
– 32 dzieła malarstwa zachodnioeuropejskiego
– 30 wyrobów manufaktury szklanej w Urzeczu
– meble z „Niebieskiej sypialni” Aleksandra II w Pałacu Zimowym
Po wyzwoleniu Mińska na potrzeby galerii wydzielono cztery pokoje w Domu Związków Zawodowych (Дом Прафсаюзаў) przy Placu Wolności. W listopadzie 1947 roku w pięciu salach na pierwszym piętrze otworzono stałą ekspozycję. Jednocześnie rozpoczęto prace nad projektem nowej siedziby muzeum ulokowanej przy ulicy Lenina. Otwarcie nastąpiło 5 listopada 1957 roku. Na ósmą i dziewiątą dekadę XX wieku przypadł szczyt działalności wystawienniczej muzeum. Kolekcja białoruskiego malarstwa była eksponowana na obszarze całego ZSRR. Jednocześnie muzeum gościło na wystawach następujące dzieła sztuki:

1973 – malarstwo zachodnioeuropejskie z kolekcji Armanda Hammera
1974 – kolekcje z muzeów polskich
1975 – obrazy Nikołaja Roericha z Galerii Drezdeńskiej
1976 – malarstwo amerykańskie z muzeów Stanów Zjednoczonych
1978 – malarstwo amerykańskie z Metropolitan Museum of Art
1979 – polskie malarstwo portretowe XVI–XVIII wieku z muzeów polskich
1979 – rosyjskie i radzieckie malarstwo autoportretowe
1979 – malarstwo zachodnioeuropejskie z Galerii Narodowej w Pradze
1981 – tkaniny lyońskie z muzeów francuskich
W latach dziewięćdziesiątych XX wieku muzeum zmieniło swój status, co zostało odzwierciedlone w jego nazwie. Na początku XXI wieku jest największą instytucją kulturalną na Białorusi, która ma potencjał badawczy, rozwijający się na własnej powierzchni ekspozycyjnej, restauracyjnej i naukowej.

## Struktury organizacyjne

### Siedziba główna
W latach 1939–1941 muzeum zajmowało 15 sal w gmachu Wyższej Komunistycznej Szkoły Gospodarstwa Wiejskiego (Вышэйшая камуністычная сельскагаспадарчая школа).
Pierwszy plan powojennej siedziby muzeum opracował Michaił Bakłanau (Міхаіл Бакланаў) w 1949 roku. Architekt proponował siedzibę w stylu tradycyjnego rosyjskiego empire połowy XX wieku: dwukondygnacyjny pałacyk z szeregiem półkulistych okien i portykiem z kolumnami. Za lokalizację budynku wybrano róg ulic Kirowa i Lenina. Fasada była zwrócona w stronę ulicy Uljanowskiej. Do wejścia wzdłuż tarasów z trawnikami prowadziły szerokie schody.
Projekt Bakłanaua nie został zrealizowany z powodu zmiany lokalizacji muzeum na rzecz niewielkiej działki przy ulicy Lenina, w miejscu z już uformowaną zabudową. W związku z tym gmach budynku wzniesiono w monumentalnym stylu z ciężką fasadą, za którą znajduje się kolumnada westybulu. Budynek upiększono płaskorzeźbą z alegoriami Malarstwo autorstwa P. Siucoua (Жывапіс, П. Сіўцоў) i Rzeźba autorstwa Siarhieja Adaszkiewicza (Скульптура, Сяргей Адашкевіч). Fronton zwieńczony jest rzeźbą Sława autorstwa Andreja Biembiela (Слава, Андрэй Бембель). Gmach jest dwukondygnacyjny, mieści się w nim 10 sal wystawowych. Siedziba stała się jednym z pierwszych budynków muzealnych w historii architektury okresu ZSRR. Została przedstawiona na banknocie o nominale 100 tys. rubli białoruskich (1992–1999) i o nominale 1000 rubli białoruskich (2000–2016).
W 1985 roku, gdy ekspozycje przestały mieścić się w salach siedziby głównej, rozpoczęto projektowanie nowego korpusu muzeum – przybudówki do głównej siedziby. Autorem projektu był Wital Bialankin (Віталь Бялянкін). Prace nad budową rozpoczęto w 1993 roku. W 1989 roku na potrzeby muzeum oddano budynek przy ulicy Kirowa 25. Rozmieszczono w nim sale wykładowe oraz administrację muzeum. W 1989 roku muzeum wzbogaciło się o własną pracownię restauracyjną. Od 1994 roku w jego strukturach działają archiwum i biblioteka, których zbiory ciągle się zwiększają. W 1999 roku na mocy rozporządzenia prezydenta Białorusi na potrzeby muzeum przekazano sąsiedni budynek przy ulicy Lenina 22, w którym powierzchnię przeznaczono na sale ekspozycyjne.
W 2007 roku kompleks muzealny przy ulicy Lenina 20–22 zrekonstruowano, oddano też do użytku nowy korpus muzeum, przylegający do siedziby głównej. Powierzchnia kompleksu wynosi 8902 m². Łączy w sobie tradycyjną architekturę ze współczesną, od góry przykryty jest szklaną kopułą, w środku dekoracje stanowią płaskorzeźby, klasyczne kolumny i łuki.

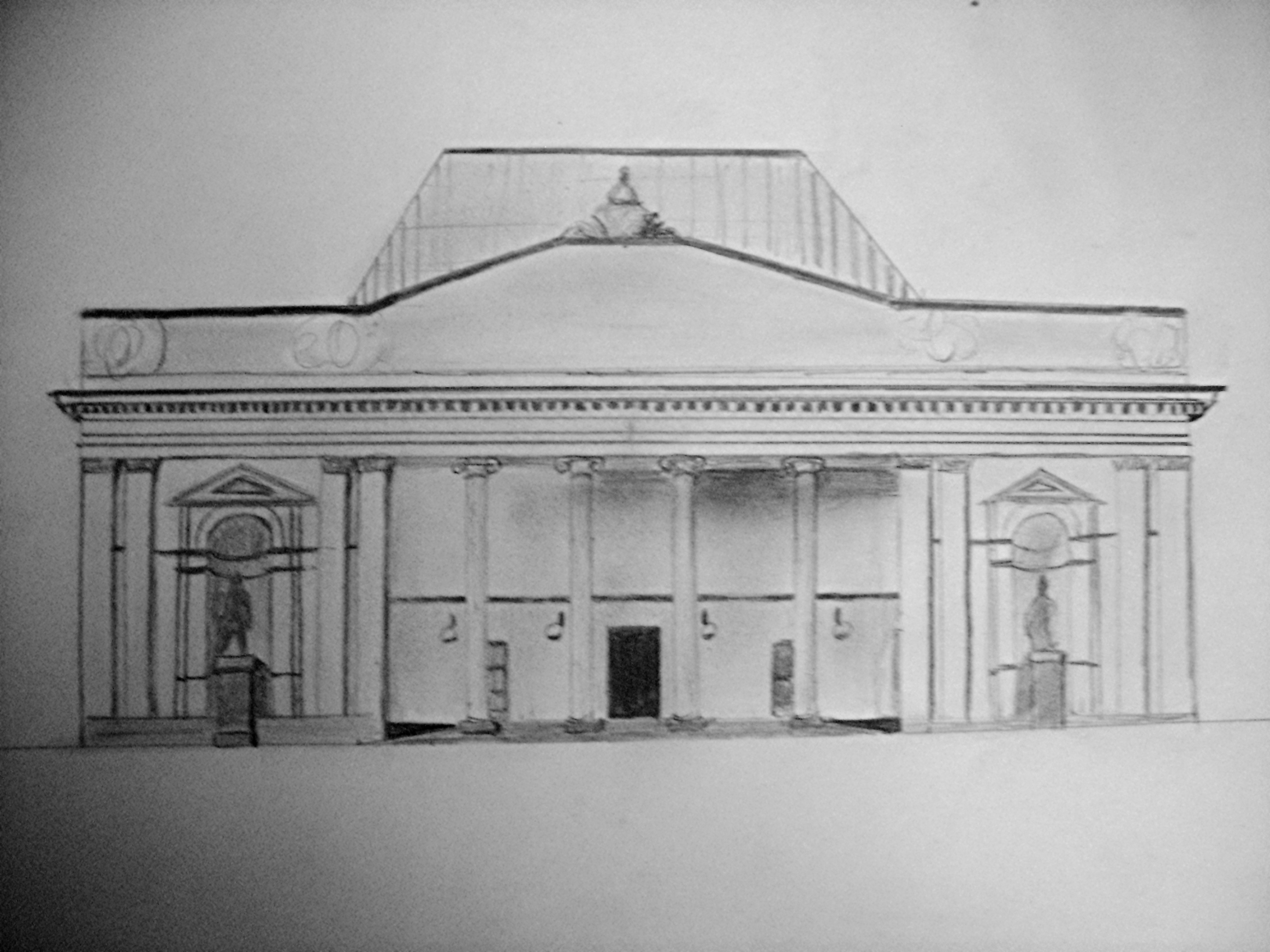
Elewacja siedziby (rys. M. Bakłanaua)
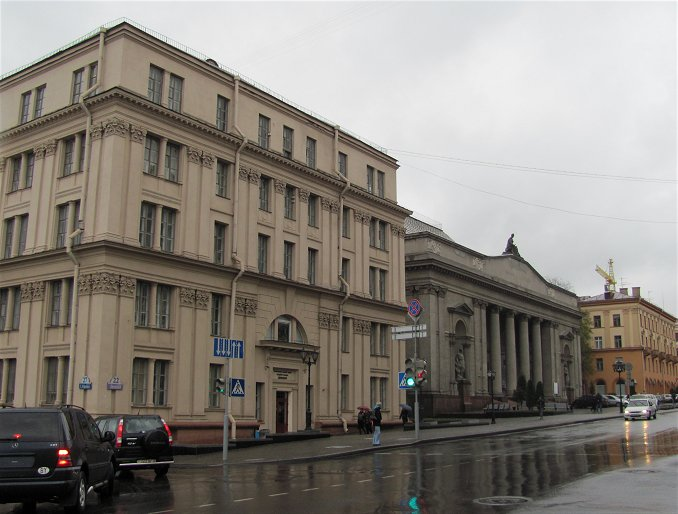
Widok na ul. Lenina
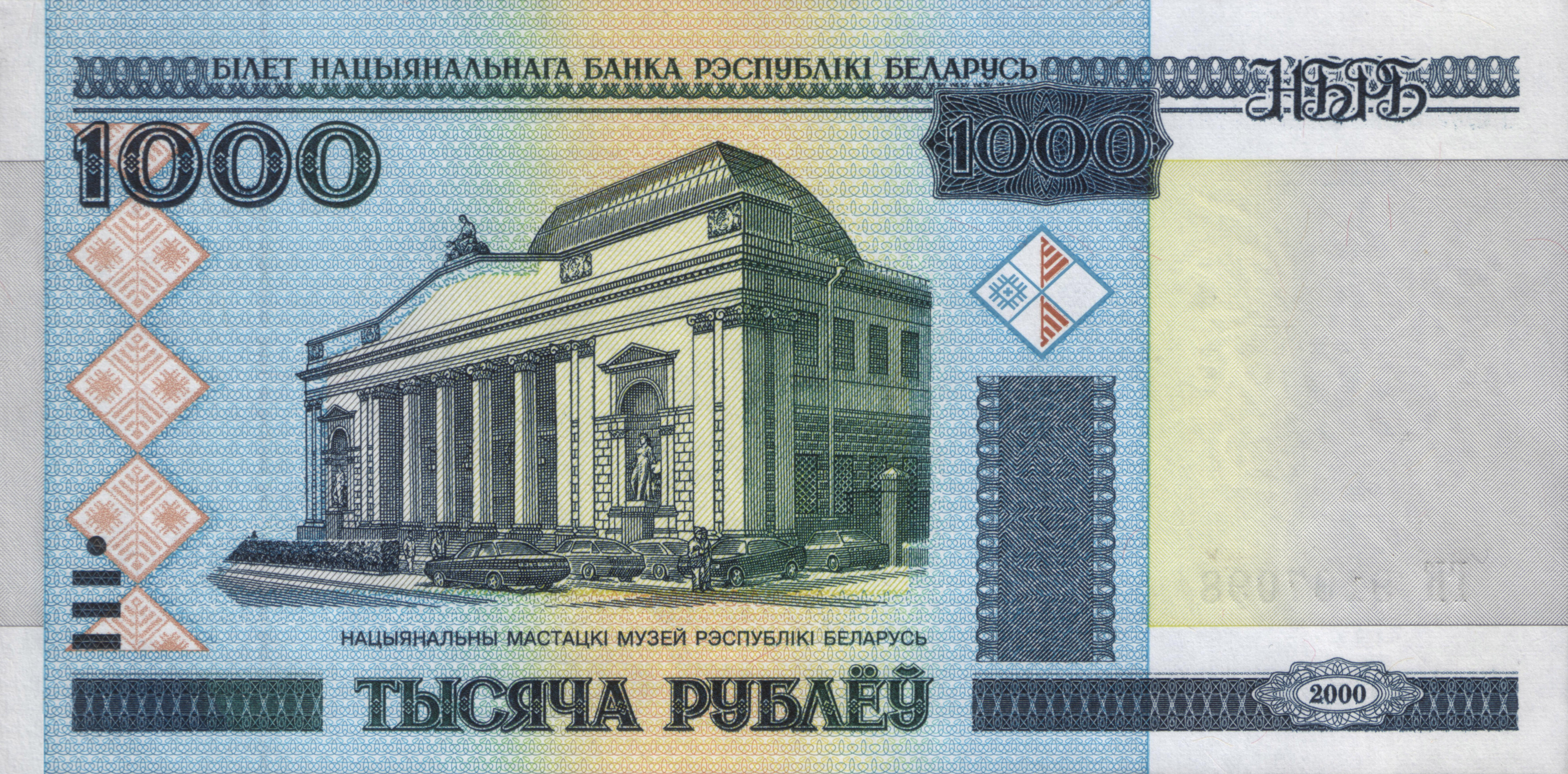
Widok muzeum (banknot 1000 rubli, 2000)
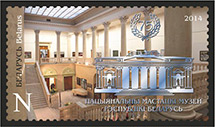
Wnętrze muzeum (znaczek, 2014)

### Filie
1978 rok – rejonowa galeria malarska w Hurynkach (раённая мастацкая галерэя ў Гурынах) pod Mozyrzem
1979 rok – Muzeum Białoruskiej Sztuki Ludowej (Музей беларускага народнага мастацтва) w Raubiczych
1982 rok – Muzeum W.K. Białynickiego-Biruli (Музей В.К. Бялыніцкага-Бірулі) w Mohylewie
1989 rok – Kompleks Architektoniczny XVI–XVIII wieku w Holszanach (Архітэктурны комплекс XVI–XVIII стагоддзяў у Гальшанах)
Lata 1992–2011 – Kompleks Pałacowo-Parkowy XV–XX wieku w Mirze (Палацава-паркавы комплекс XV–XX стагоддзяў у Міры)
2000 rok – Dwór Wańkowiczów. Kultura i malarstwo pierwszej połowy XIX wieku (Дом Ваньковічаў. Культура і мастацтва першай паловы XIX стагоддзя) w Mińsku przy ulicy Internacjanalnej 33a

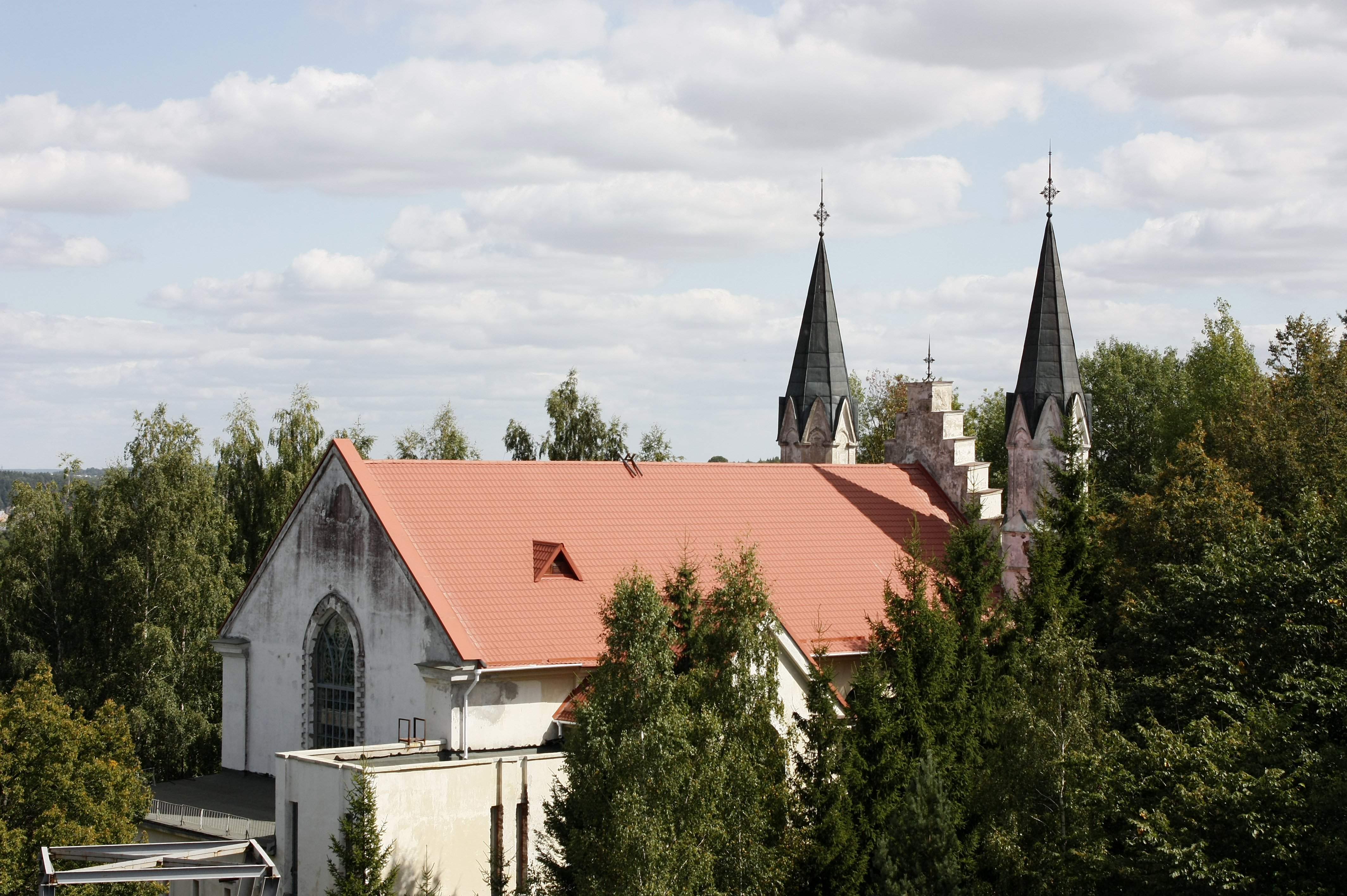
Muzeum Białoruskiej Sztuki Ludowej w Raubiczych
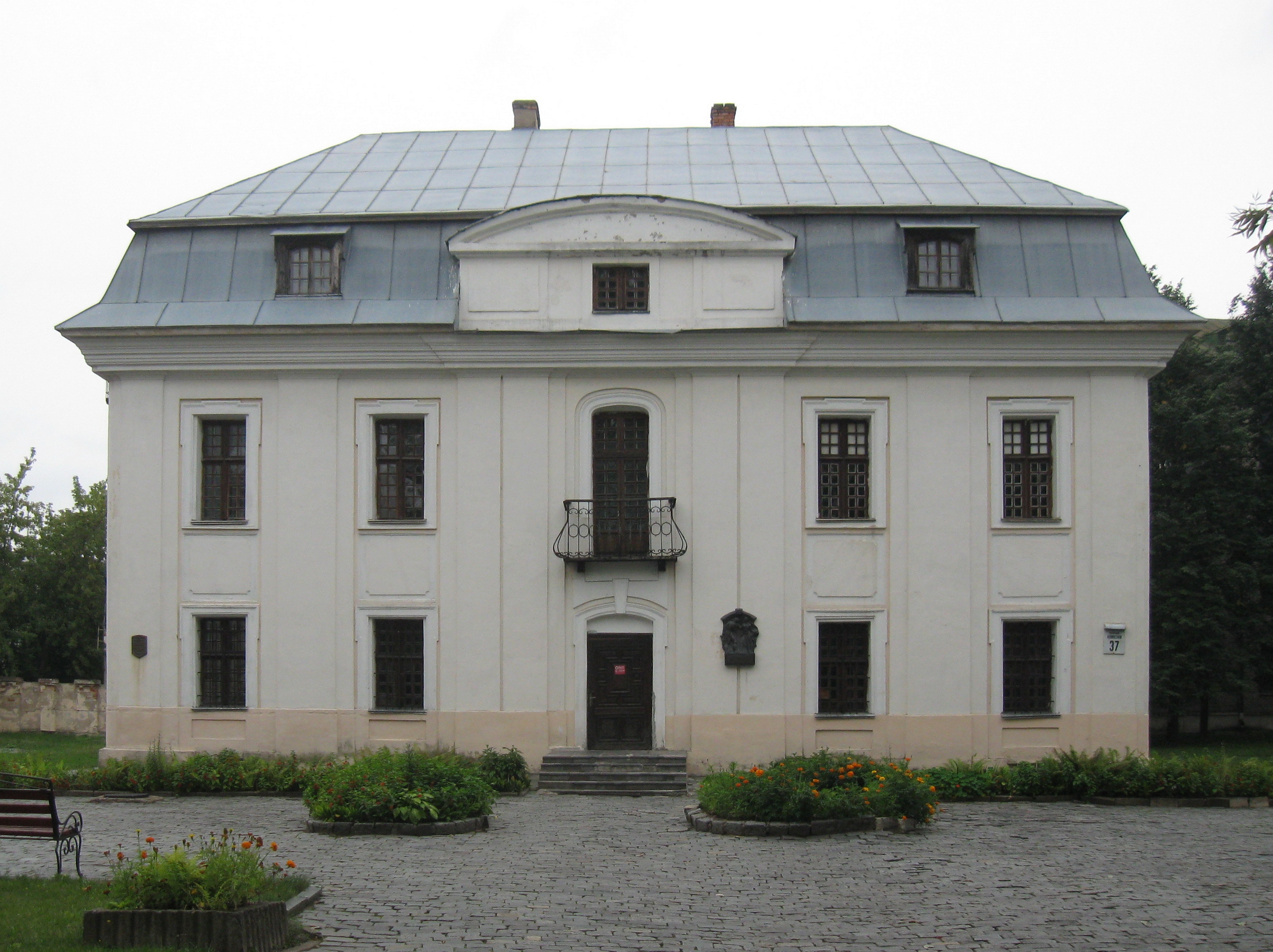
Былы дом купца Анташкевіча..jpg
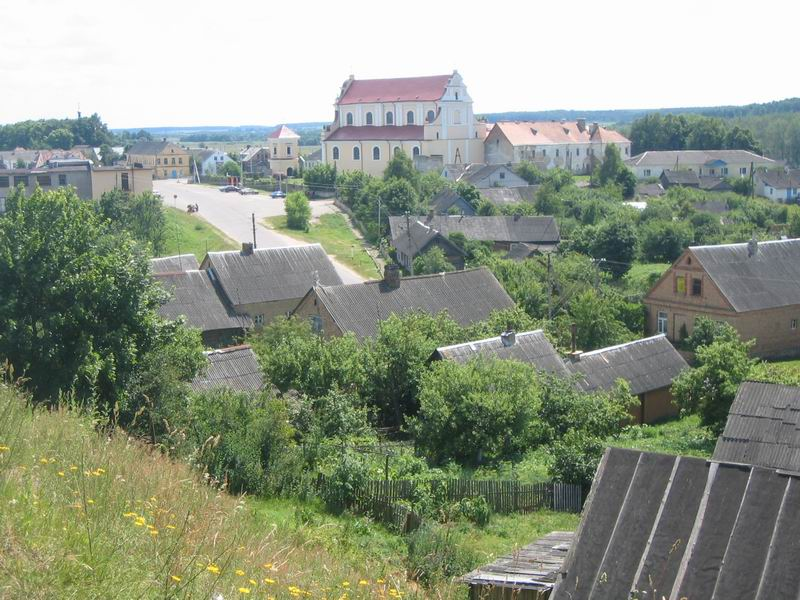
Kompleks Architektoniczny XVI–XVIII wieku w Holszanach
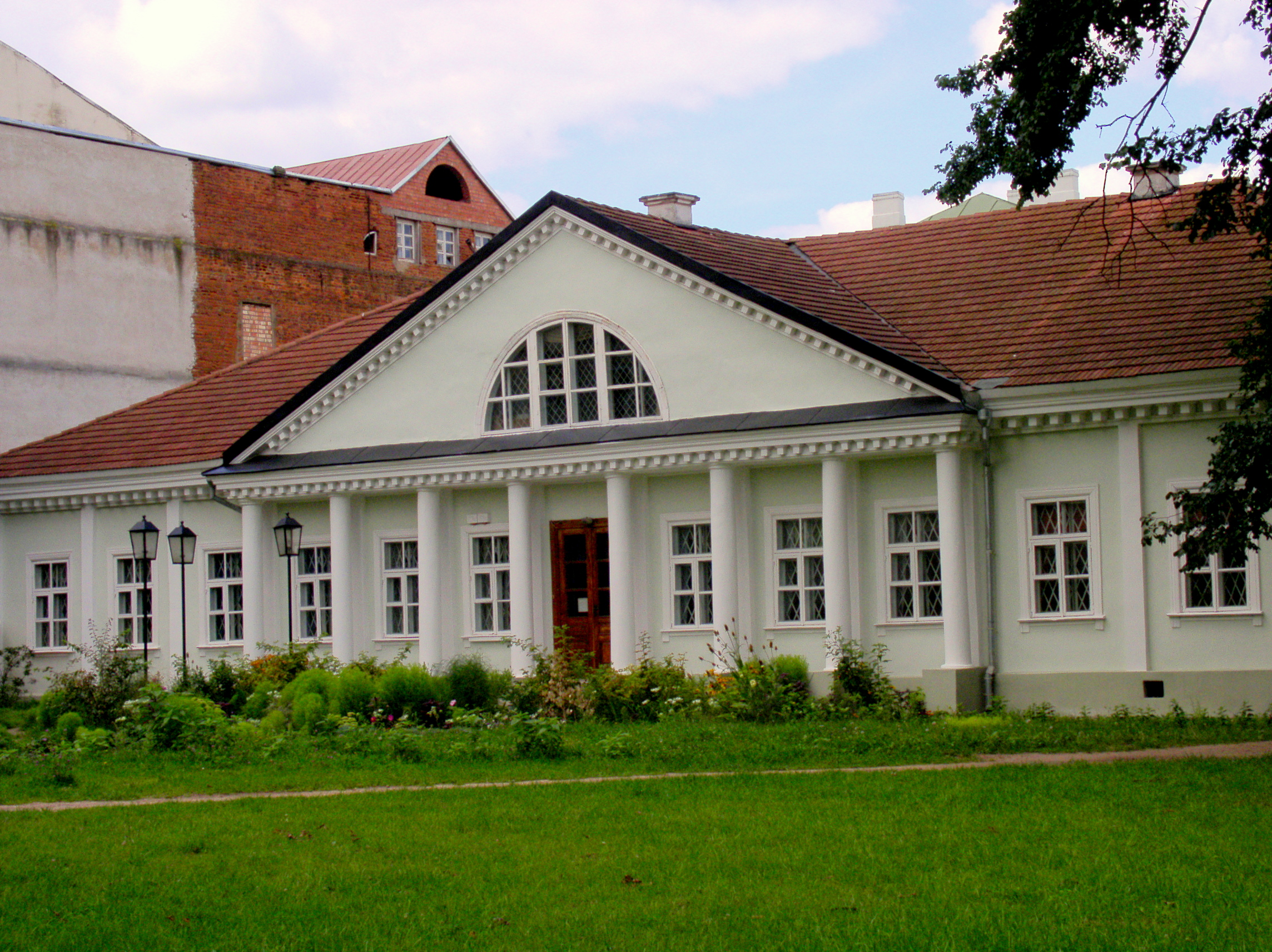
Belarus-Minsk-Manor of Vankovich Family in Upper Town-1.jpg

## Struktury osobowe

### Dyrektorzy
1. 1939–1941: Mikałaj Michałap (Мікалай Міхалап)[5]
2. 1944–1977: Alena Aładawa (Алена Аладава)[6]
3. 1977–1997: Juryj Karaczun (Юрый Карачун)[7]
4. 1998–2023: Uładzimir Prakapcou (Уладзімір Пракапцоў)[8]
5. 2023–: Hanna Konanawa (Ганна Конанава)[9]

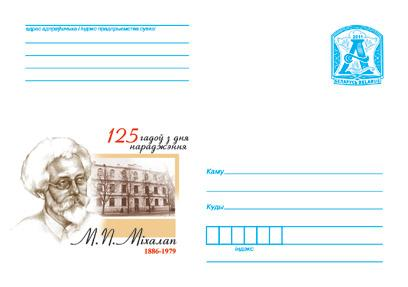
M. Michałap (koperta, 2011)
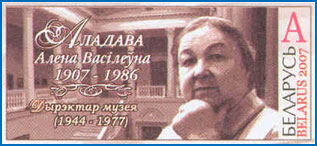
A. Aładawa (znaczek, 2007)
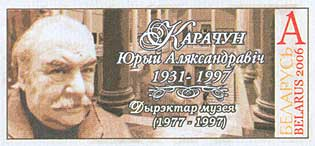
J. Karaczun (znaczek, 2006)
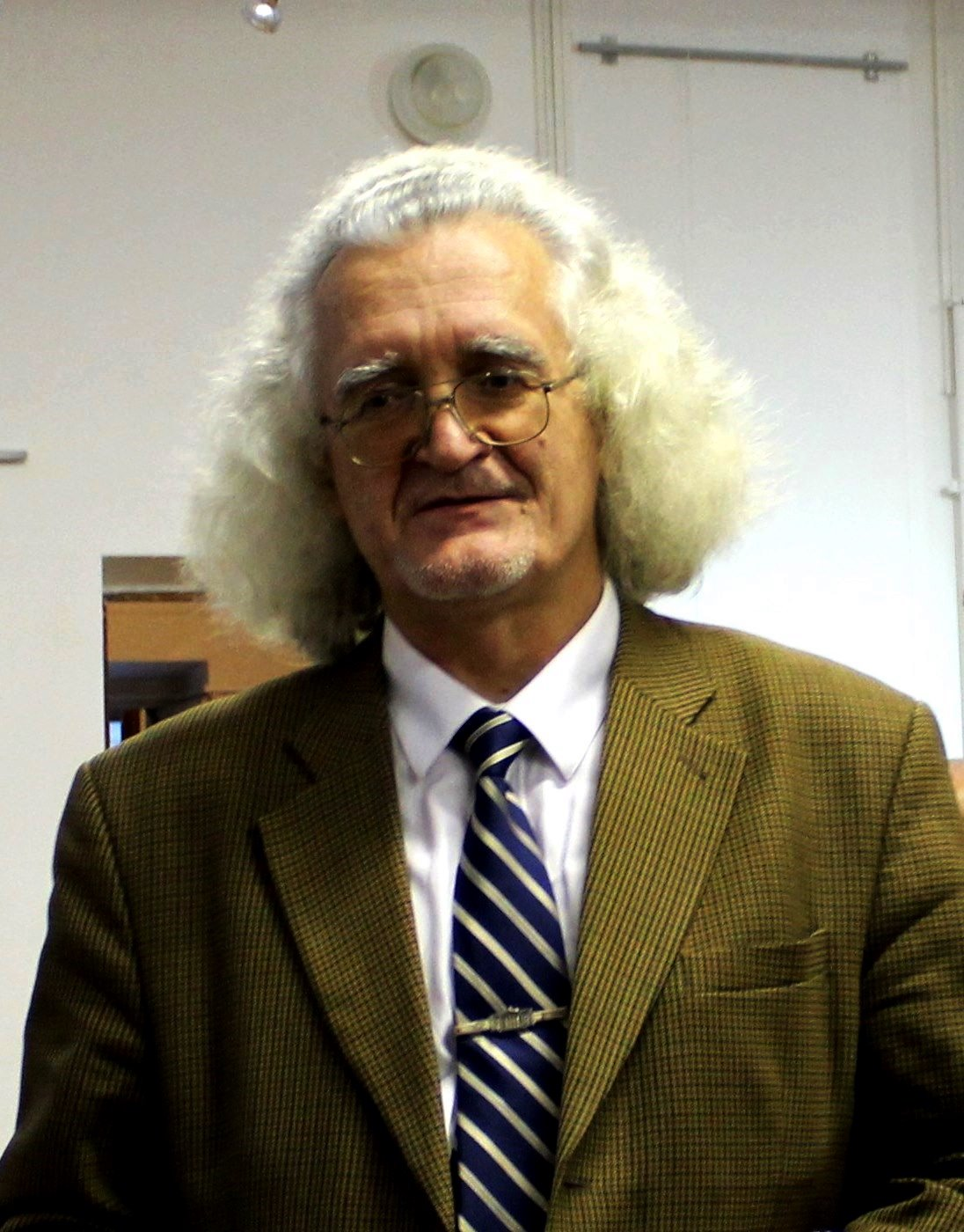
U. Prakapcou (2013)

### Personel
Personel muzeum liczy ponad 200 osób (stan na 2017 rok), do zadań których należy organizowanie wystaw, publikowanie książek i katalogów, restauracja dzieł sztuki i ich promocja.

## Historia zbiorów
Kolekcje muzeum formowano z dzieł malarstwa, rzemiosła, grafiki, zabytków zabranych cerkwiom i kościołom, również z eksponatów przekazanych przez muzea historyczne Homla, Mińska, Mohylewa, Witebska. Po kilka dzieł sztuki podarowały Ermitaż, Galeria Tretiakowska, Muzeum Sztuk Pięknych im. Puszkina w Moskwie, Państwowe Muzeum Rosyjskie. Do kolekcji dołączono także dzieła ówczesnych znanych malarzy radzieckich. Po włączeniu Zachodniej Białorusi do BSRR i nacjonalizacji dworów i zamków do muzeum przeniesiono część kolekcji z pałacu Radziwiłów w Nieświeżu: zbiór pasów słuckich, gobelinów francuskich z XVIII wieku i dzieła malarstwa portretowego z XVI–XIX wieku. Kolekcja muzeum liczyła 2711 dzieł sztuki, z czego 400 eksponowano.
W 1945 roku nabyto obrazy Borisa Kustodijewa, Isaaka Lewitana, Karła Briułłowa, Wasilija Polenowa. Muzeum Sztuk Pięknych im. Puszkina w Moskwie przekazało kilka obrazów zachodnioeuropejskich malarzy, Państwowe Muzeum Rosyjskie – trzy pejzaże Archipa Kuindży, jeden pejzaż Aleksieja Bogolubowa i paradny portret Katarzyny II. Przy odgruzowywaniu ruin przedwojennej siedziby muzeum odnaleziono parę ikon: Narodziny Matki Bożej (Нараджэнне Маці Божай) z 1649 roku autorstwa Piotra Jausiejewicza z Hałynca (Пётр Яўсеевіч з Галынца) oraz XVI-wieczne Paraskiewa (Параскева) i Wniebowstąpienie (Узнясенне). Do muzeum powróciła część zabytków, które przed agresją Niemiec znajdowały się na wystawach w Rosji (np. popiersie księcia Piotra Rumiancewa autorstwa Fiedota Szubina). Z Prus Wschodnich wróciły niektóre dzieła z nieświeskiej kolekcji portretów. W zrujnowanym Mińsku, w niedokończonym gmachu Komitetu Centralnego Komunistycznej Partii Białorusi odnaleziono obrazy Isaaka Lewitana Jesień (Осень), Nikołaja Kasatkina Górnik z latarką (Шахцёр з лямпачкай), Uładzimira Kudrewicza Poranek wiosny (Уладзімір Кудрэвіч, Раніца вясны). W 1946 roku zbiór muzeum liczył 317 dzieł. W 1957 roku został osiągnięty stan sprzed wojny – 3 tys. dzieł sztuki. W zbiorach znalazły się m.in. dzieła malarstwa rosyjskiego, radzieckiego i białoruskiego. Działalność ówczesnej dyrektorki muzeum Aleny Aładawaj przyczyniła się do zwiększenia kolekcji malarstwa rosyjskiego, która liczyła ponad 5 tys. dzieł sztuki. Przeważającą część tych zbiorów pozyskano z kolekcji prywatnych piosenkarki Lidii Rusłanowej (Лидия Русланова), baletnicy Jekatieriny Gielcer (Екатерина Гельцер), aktora Iwana Moskwina i innych kolekcjonerów sztuki z Moskwy i Leningradu. W ciągu pół wieku zbiory muzeum zwiększyły się dziesięciokrotnie i w dalszym ciągu powiększają się. W kolekcjach znajduje się ponad 30 tys. dzieł sztuki.

## Kolekcje
Zbiory muzeum dzielą się na 20 kolekcji w obrębie dwóch segmentów:
1. Sztuka narodowa (dawna sztuka białoruska, sztuka białoruska XIX wieku, sztuka białoruska XX wieku)
2. Sztuka światowa (sztuka rosyjska XVIII–XX wieku, sztuka europejska XVI–XX w., sztuka państw wschodnich XIV–XX w.)[10]

### Dawna sztuka białoruska
1. Kolekcja dawnej białoruskiej sztuki użytkowej
Kolekcja dawnej białoruskiej sztuki użytkowej składa się ze znalezisk archeologicznych w miastach i grodach istniejących na obszarze Białorusi w XII – pocz. XVI wieku, przedmiotów codziennego użytku, wyrobów rzemieślniczych (figury szachowe, szklane naczynia, ozdoby, koraliki), zabytków sztuki sakralnej (enkolpiony, obrazki i krzyżyki do noszenia na piersi), sakralnych wyrobów jubilerskich XVI–XVIII wieku (liturgiczne kielichy, różańce, monstrancje, ewangeliarze, sukienki na obrazy, dary wotywne), wyrobów tkackich i hafciarskich z XVII–początku XIX wieku (szaty liturgiczne), fragmentów pasów słuckich z drugiej połowy XVIII–początku XIX wieku, pasów manufaktury grodzieńskiej.
2. Kolekcja rzeźby i płaskorzeźby
Kolekcja zawiera zabytki wykonane w drewnie. Są to rzeźbione carskie wrota z ikonostasem końca XVI wieku ze wsi Woroniłowicze, ozdobne kolumny, rzeźbione i malowane barokowe kartusze, dwa posągi archaniołów i dwie barokowe rzeźby z Połocka i Kobrynia.
3. Kolekcja dawnej białoruskiej ikonografii i malarstwa sakralnego
Kolekcja jest największym zbiorem ikon na Białorusi i odzwierciedla rozwój historyczny tego typu malarstwa. Najstarsza ikona pochodzi z XV wieku (typ Hodegetrii z terenów słuckich), najmłodsza – z początku XX wieku. Najbardziej cennymi zabytkami są XVI-wieczne ikony Spas Pantokrator (Спас Пантакратар) z Bytenia i Marka Boża Hodegetria (Божая Маці Адзігітрыя) z Dubieńca, XVII-wieczna Zmartwychwstanie Chrystusa (Уваскрэсенне Хрыста) z Biezdzieża, Narodziny Bogurodzicy (Раство Багародзіцы) z 1649 roku. Kilka ikon z XVIII–XIX wieku ma autografy autorów: Wasila Markijanawicza ze Słucka (Васіль Маркіянавіч са Слуцка), Tamasza Silinicza z Mohylewa (Тамаш Сілініч з Магілёва).
4. Kolekcja portretowa
Większa część portretów w kolekcji pochodzi z nieświeskiego zamku Radziwiłłów. Ponadto zbiór zawiera tzw. sarmackie portrety szlacheckie, przewiezione do Mińska z prywatnych galerii i grodzieńskiego klasztoru brygidek (portrety Krzysztofa, Aleksandry-Mariany Wesołowskich i ich adoptowanej córki Gryzeldy Sapiehy). Część kolekcji (portrety z XVII–XIX wieku) znajduje się w ekspozycji Dworu Wańkowiczów.
5. Kolekcja rękopisów i starodruków
Kolekcję rękopisów i starodruków zebrano podczas ekspedycji badawczych w latach 1970–1990. Zabytki pochodzą przeważnie z kościołów i cerkwi. W większości zniszczone i zachowane we fragmentach, zostały odrestaurowane i wyeksponowane.

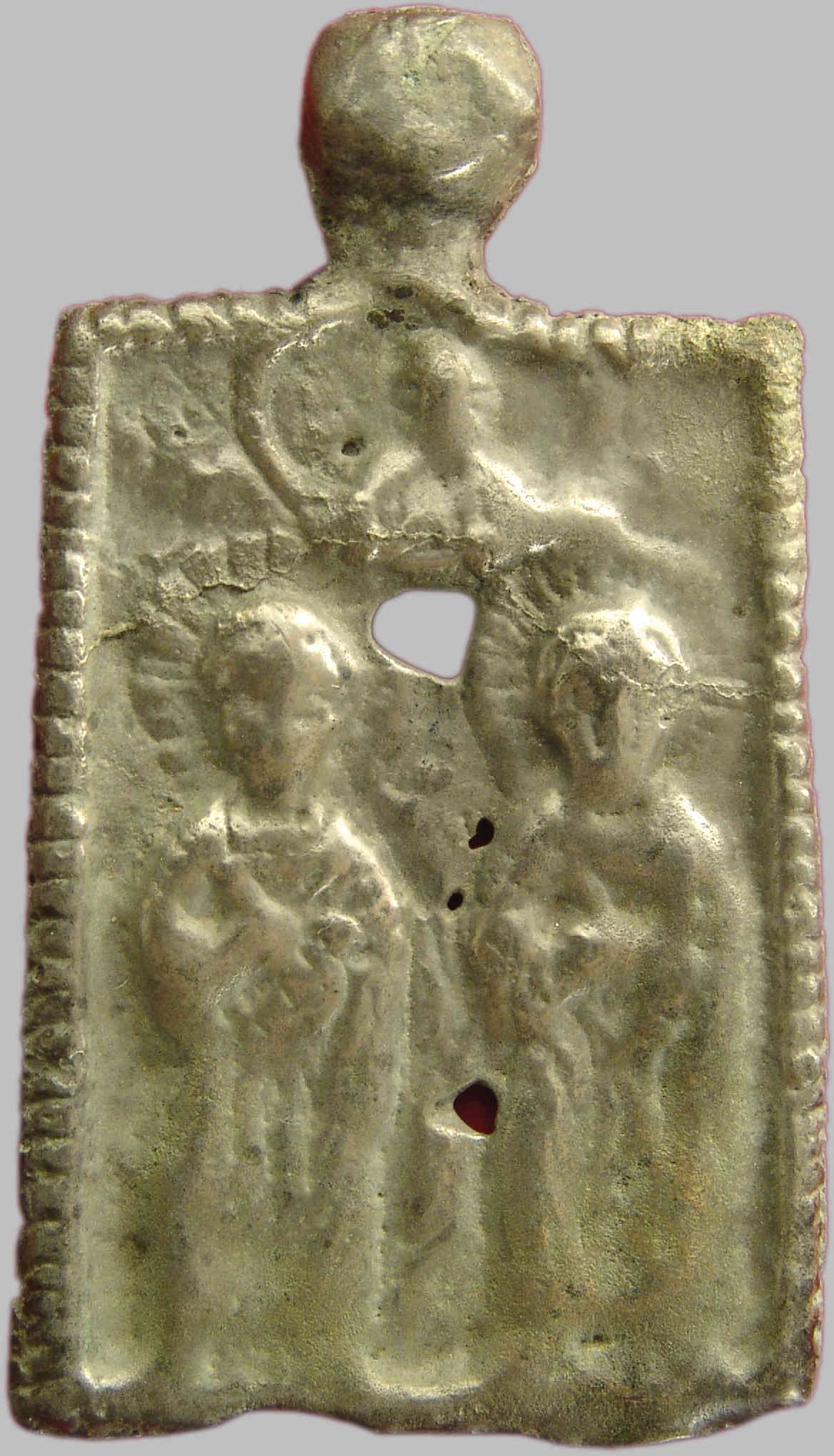
Święci Kosma i Damian (XIII wiek)
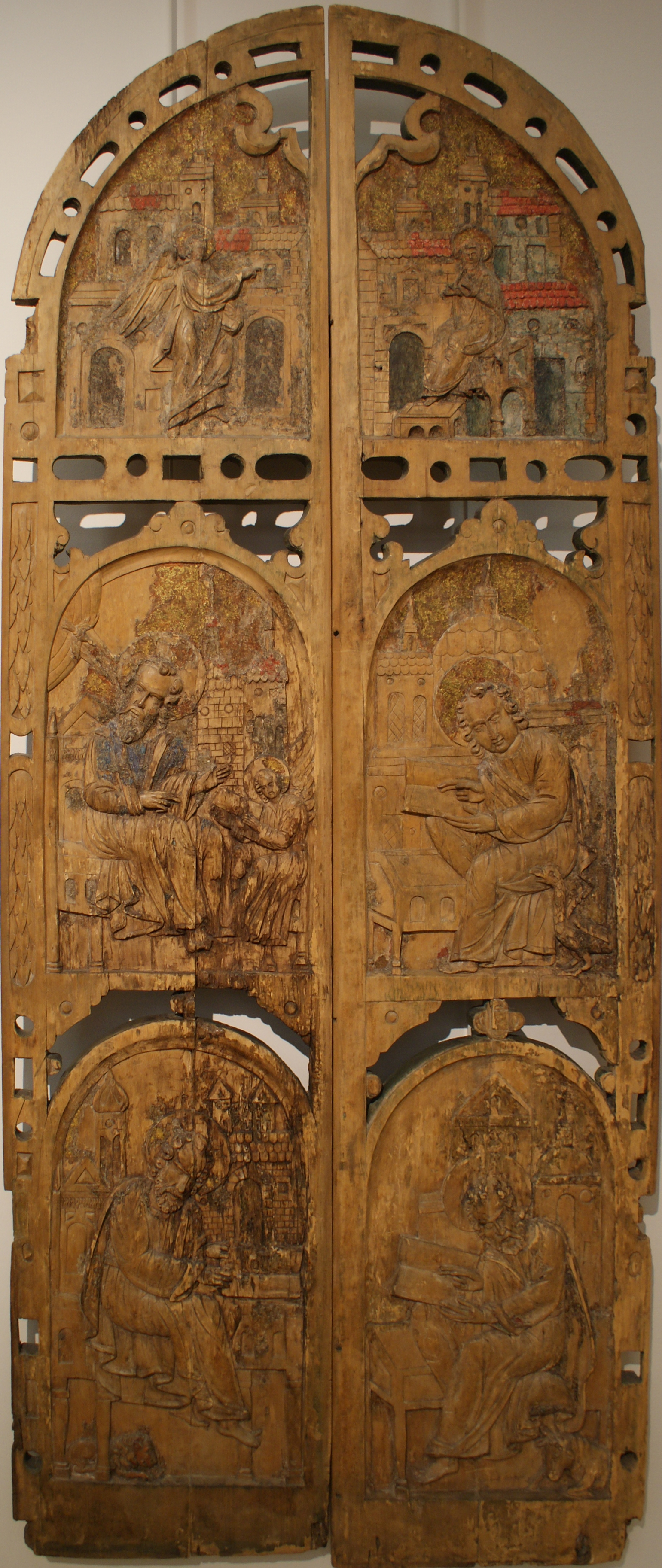
Carskie wrota (XVI wiek)
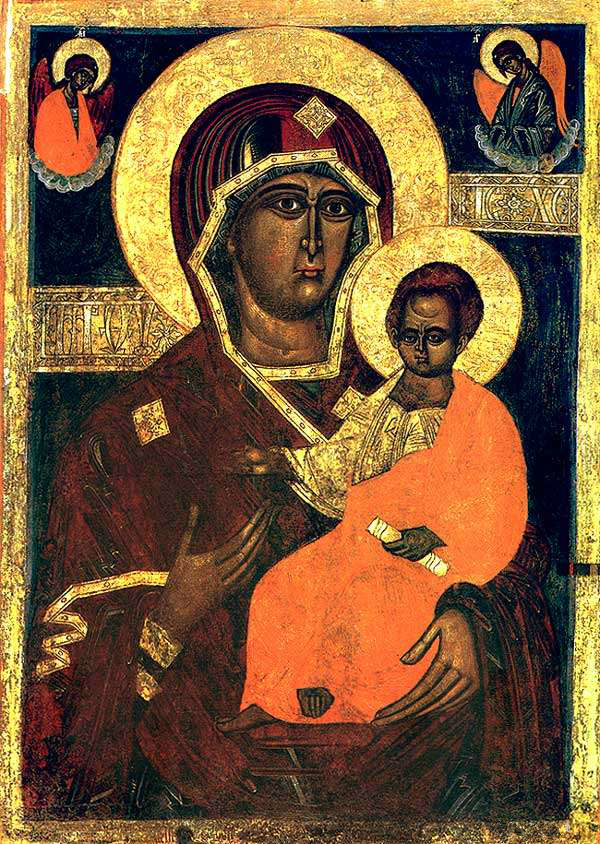
Hodegetria z Dubieńca (XVI wiek)
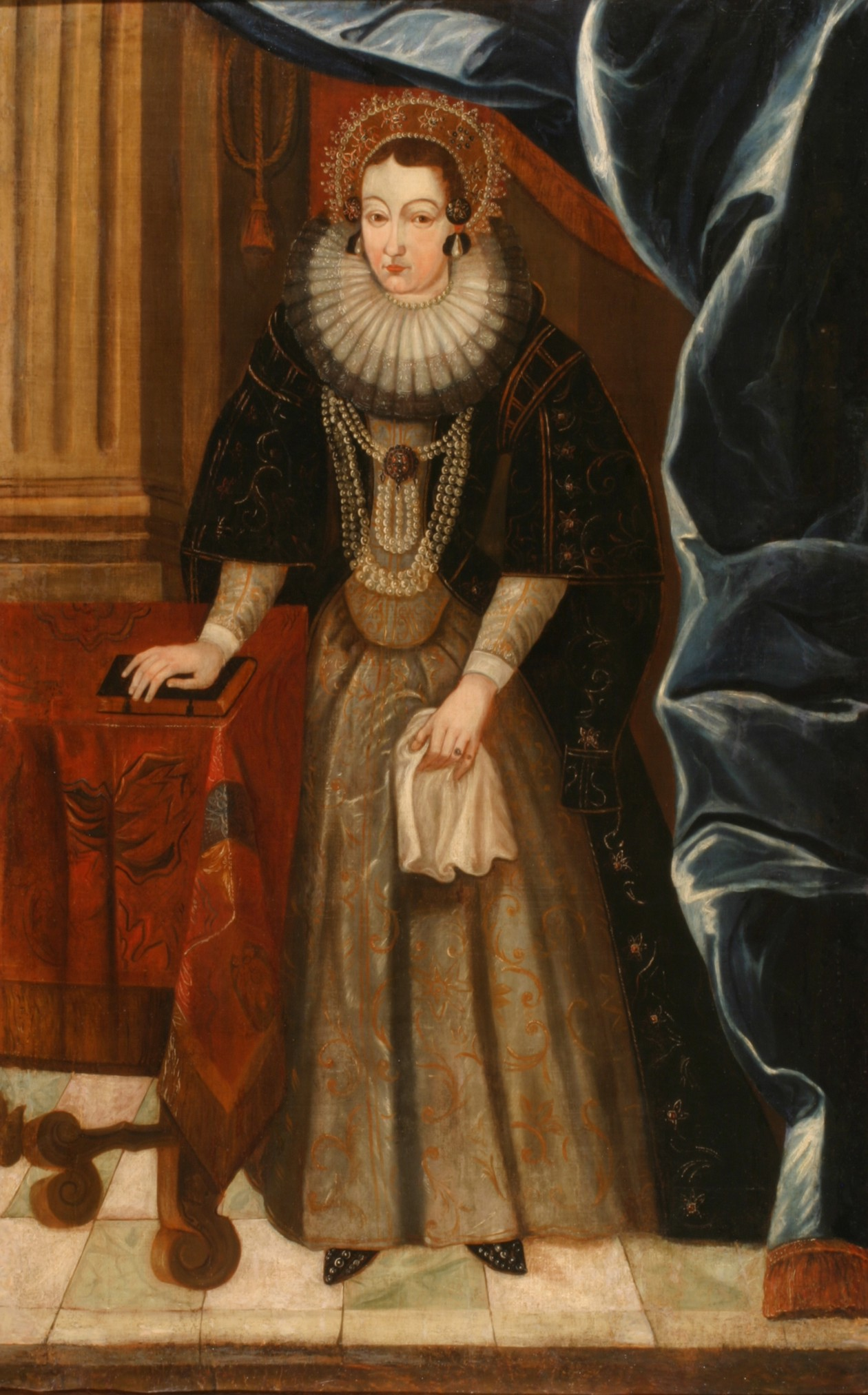
Gryzelda Sapieha (XVII wiek)
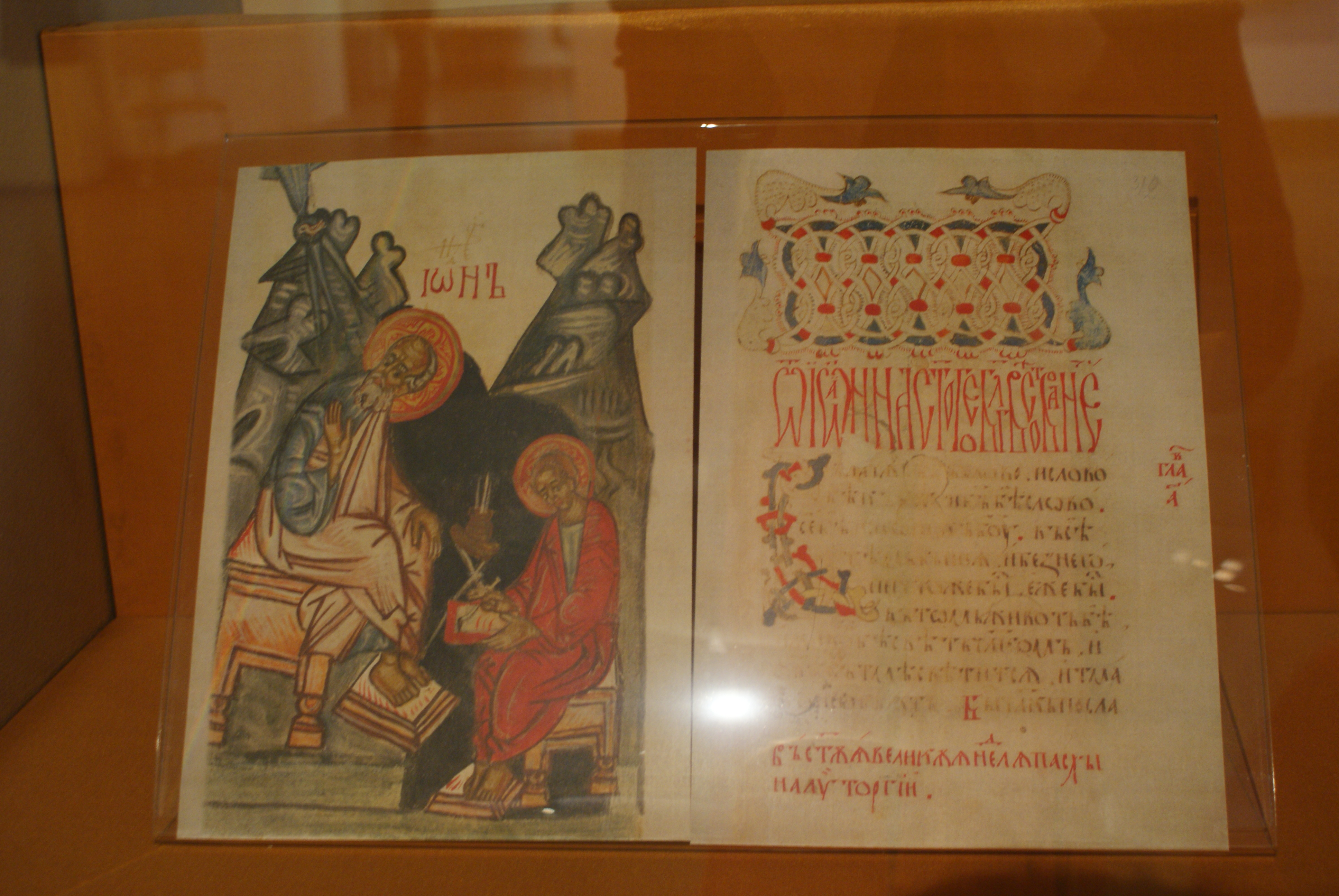
Евангеліст Іаан. Кніжная мініяцюра.JPG

### Sztuka białoruska XIX wieku
6. Malarstwo białoruskie XIX wieku
Dzieła z kolekcji sztuki białoruskiej XIX–początku XX wieku wyeksponowane są w większości w filiach: Dworze Wańkowiczów i Muzeum W.K. Białynickiego-Biruli. Zbiór zawiera około 500 obrazów. W mińskiej filii, prócz dworskich szlacheckich portretów, znajduje się 20 obrazów malarzy końca XVIII – pierwszej połowy XIX wieku. W większości to anonimowe dzieła. Z tego okresu znane są nazwiska kilku autorów: Józef Peszka, Klemens Iwaszkiewicz, Konstanty Aleksandrowicz, Marcin Jabłoński.
We Dworze Wańkowiczów brak dzieł Walentego Wańkowicza, za to na ekspozycji znajdują się tam obrazy współczesnych mu malarzy: Jana Rustema Portret Stanisława Moniuszki (Партрэт Станіслава Манюшкі) i po jednym obrazie Jana Krzysztofa Damela і Kanutego Rusieckiego. Malarstwo połowy XIX wieku reprezentują dzieła Józefa Oleszkiewicza (3 portrety) i Siarhieja Zaranki (Сяргей Заранка, dwa portrety). Cenną częścią tego zbioru jest 25 obrazów Jana Chruckiego, które odzwierciedlają wszystkie okresy rozwoju jego twórczości (portrety, martwe natury, sceny rodzajowe).
Malarstwo II połowy XIX wieku na ekspozycji przedstawiają dzieła Nikadzima Silwanowicza Żołnierz z chłopcem (Нікадзім Сільвановіч, Салдат з хлопчыкам), Ipalita Harauskiego Przy krzyżu. Śmierć powstańca (Іпаліт Гараўскі, Ля крыжа. Смерць паўстанца), Tadeusza Goreckiego i Apalinaryja Harauskiego (Апалінарый Гараўскі). Z przełomu XIX i XX wieku eksponowane są obrazy Ferdynanda Ruszczyca Przy kościele (Ля касцёла), pejzaże i martwe natury Stanisława Żukowskiego Nasturcje (Настуркі) i 460 dzieł Witolda Białynickiego-Biruli (Вітольд Бялыніцкі-Біруля).

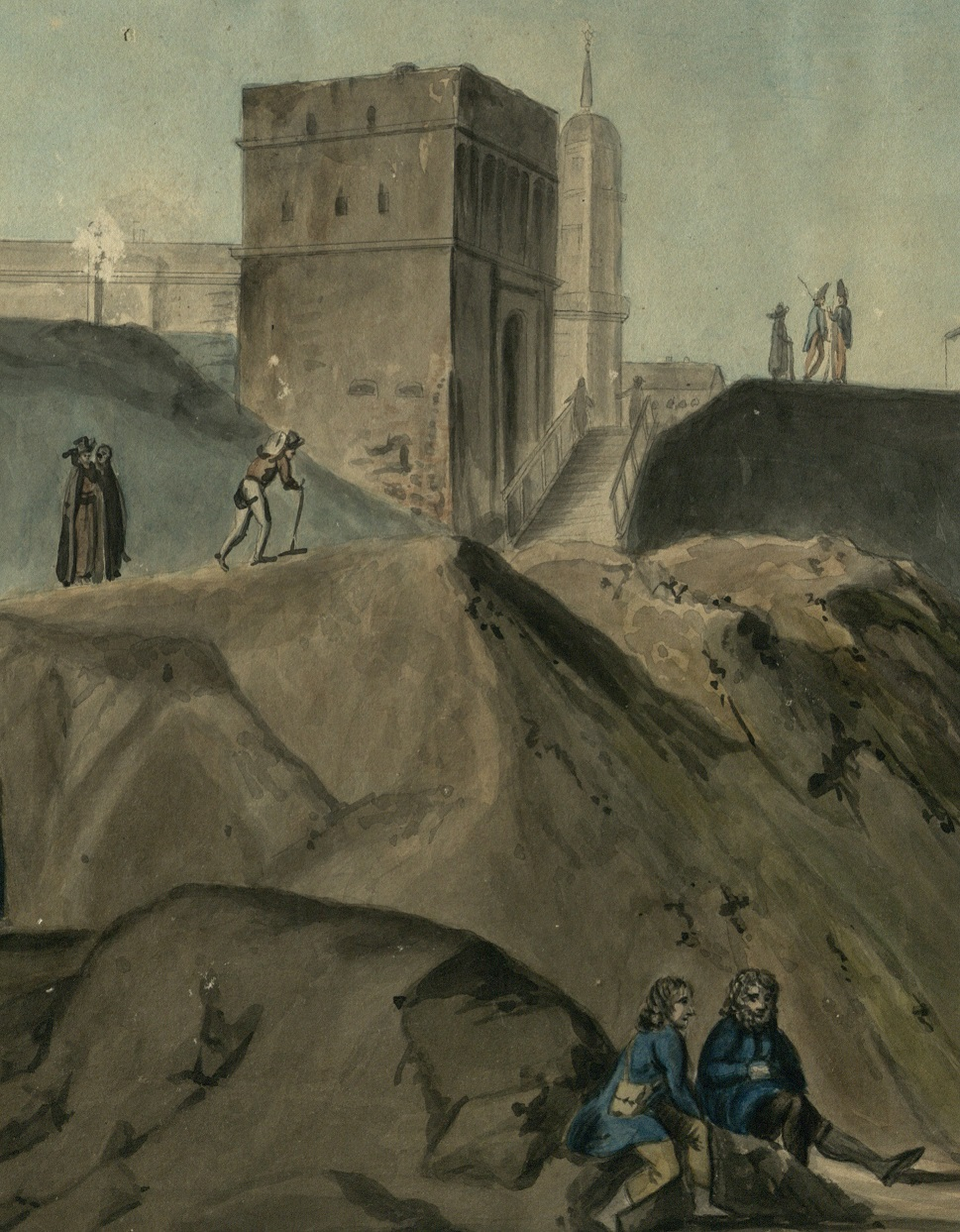
J. Peszka Brama olejna (Алейная брама, ok. 1800)
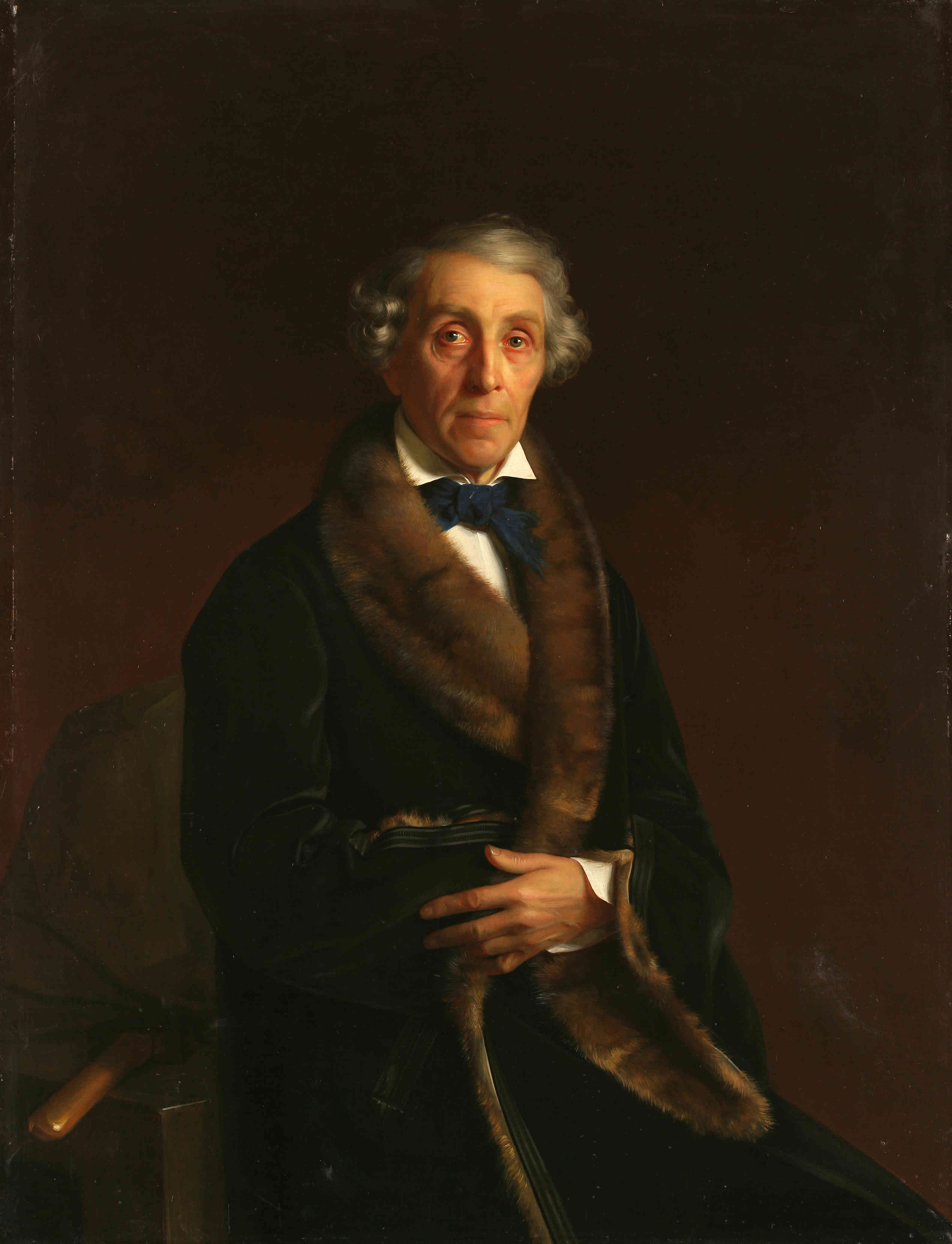
S. Zaranka Portret F.P. Tołstoja (1850)
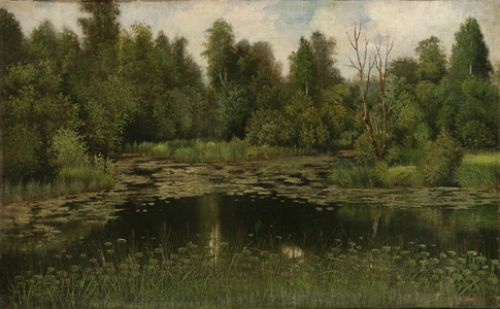
A. Harauski Zarośnięty staw (II poł. XIX wieku)
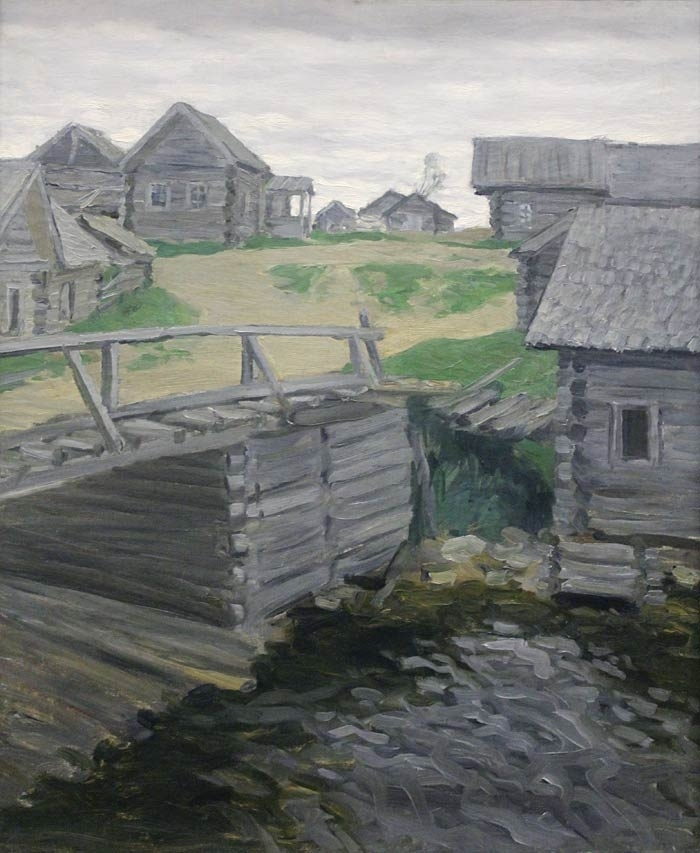
W. Białynicki-Birula Przy młynie (1911)
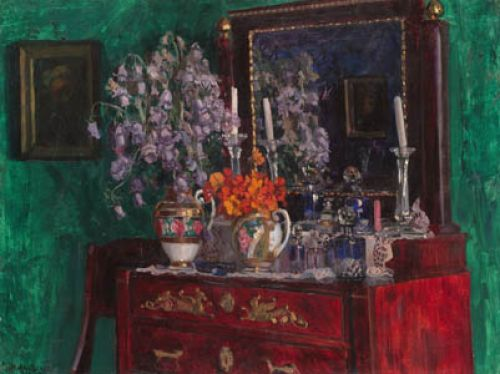
S. Żukowski Nasturcje (1915)

### Sztuka białoruska XX wieku
Zbiór współczesnej sztuki białoruskiej liczy około 11 tys. obrazów, grafik, rzeźb, dzieł sztuki użytkowej z okresu XIX–XXI wieku. Kilkadziesiąt dzieł sztuki datowanych jest na czasy przedwojenne. Kolekcja obrazów liczy ponad 3 tys. eksponatów, autorami których jest ponad 330 malarzy.
7. Malarstwo białoruskie XX wieku
Kilka obrazów w kolekcji malarstwa białoruskiego XX wieku pochodzi z XIX wieku: Jana Damela, Kanutego Rusieckiego, Wincentego Sleńdzińskiego i przełomu XIX i XX wieku: Jankiela Kruhiera (Янкель Кругер), Judela Pena (Юдаль Пэн), Leua Alpiarowicza (Леў Альпяровіч), Zianona Lenskiego (Зянон Ленскі). Przegląd malarstwa białoruskiego okresu dwudziestolecia jest fragmentaryczny, ze względu na zniszczenia wojny 1941–1945. Najbardziej pełny i jednolity jest zbiór obrazów z lat 1950–1980.
8. Grafika białoruska XX wieku
Ponad 2 tys. dzieł w kolekcji sztuki białoruskiej XX wieku to druki poligraficzne, a około 5 tys. to oryginalne grafiki. Wśród grafik z końca XIX–lat 30 XX wieku znalazły się dzieła przedstawicieli szkół petersburskiej, odeskiej, wileńskiej, moskiewskiej, paryskiej, witebskiej i warszawskiej oraz pierwszych absolwentów Witebskiego Technikum Malarskiego (Віцебскі мастацкі тэхнікум). Na grafikach okresu Wielkiej wojny ojczyźnianej przedstawiana jest chronologia wojny. Część kolekcji stanową ilustracje do książek białoruskich z drugiej połowy XX wieku i sztychy, wśród których znajdują się: seria Miasto i ludzie Arlena Kaszkurewicza (Горад і людзі, Арлен Кашкурэвіч), ilustracje do Fausta i seria Lny Brasławszczyzny Hieorhija Papłauskiego (Льны Браслаўшчыны, Георгій Паплаўскі), Kwadrat Czarnobyla Ludwiha Asieckiego (Квадрат Чарнобыля, Людвіг Асецкі), akwaforty lat dziewięćdziesiątych XX wieku itd.
9. Rzeźba białoruska XX wieku
Kolekcja białoruskiej rzeźby jest stosunkowa niewielka. Liczy ponad 680 dzieł 112 autorów, z których 7 to klasycy rzeźby białoruskiej: Alaksiej Hlebau (Аляксей Глебаў), Anatol Anikiejczyk (Анатоль Анікейчык), Andrej Biembiel, Hienadź Muramcau (Генадзь Мурамцаў), Siarhiej Sielichanau (Сяргей Селіханаў), Siarhiej Wakar (Сяргей Вакар), Zair Arhur (Заір Азгур). Trzon kolekcji formował się od 1939 roku do lat siedemdziesiątych XX wieku. 80% zbioru datowana jest na lata 1950–1980. Najstarszy eksponat pochodzi z lat 1913–1914. Jest to medal gipsowy Piękno Michaiła Kierzina (Урадлівасць, Міхаіл Керзін). Najnowsze pochodzą z lat dziewięćdziesiątych XX wieku.
10. Białoruska sztuka użytkowa XX wieku
Kolekcja białoruskiej sztuki użytkowej XX wieku powstawała od lat czterdziestych XX wieku. Składa się z dwóch działów: sztuka przemysłowa (około 366 eksponatów) i tradycyjna. Wśród dzieł sztuki przemysłowej znajdują się wyroby ze szkła – prace artystów fabryki „Nioman” (Нёман) w Biarozaucy i fabryki kryształu im. F.E. Dzierżyńskiego w Borysowie. Kilka dzieł (wazy, talerze) datowanych jest na czwartą–szóstą dekadę XX wieku, większość to wyroby nurtu eksperymentalnego lat sześćdziesiątych. Ponadto kolekcja zawiera 50 sztuk tapiserii i 130 wyrobów ceramicznych z lat sześćdziesiątych–dziewięćdziesiątych XX wieku (na te lata przypadło odrodzenie na Białorusi sztuki gładkiego tkactwa oraz szczyt produkcji porcelany w fabrykach w Mińsku i Dobruszu).
Tradycyjna sztuka użytkowa przedstawiona jest za pomocą wyrobów tkactwa, ceramiki, ze słomy, drewna. Większa część tej kolekcji eksponowana jest w filii w Raubiczych.

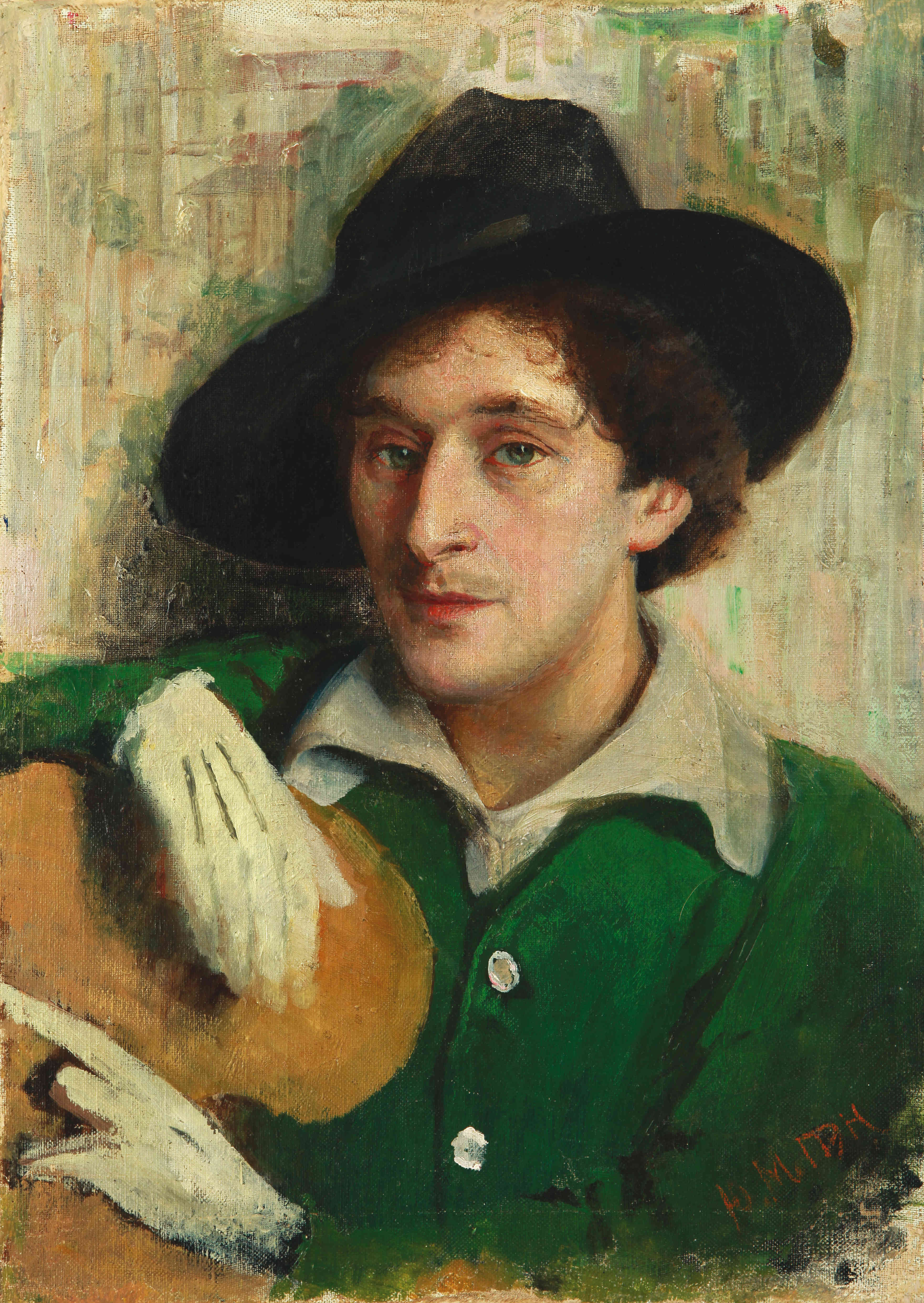
J. Pen Portret Marca Chagalla (Партрэт Марка Шагала, ok. 1915)
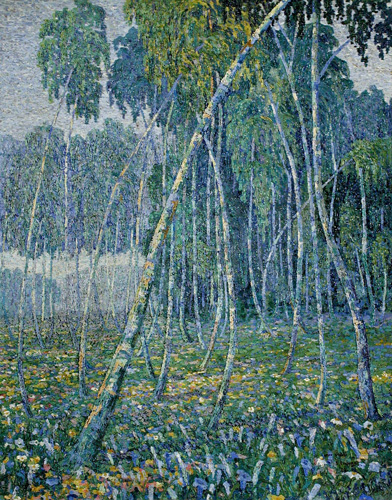
U. Kudrewicz Poranek wiosny (1924)
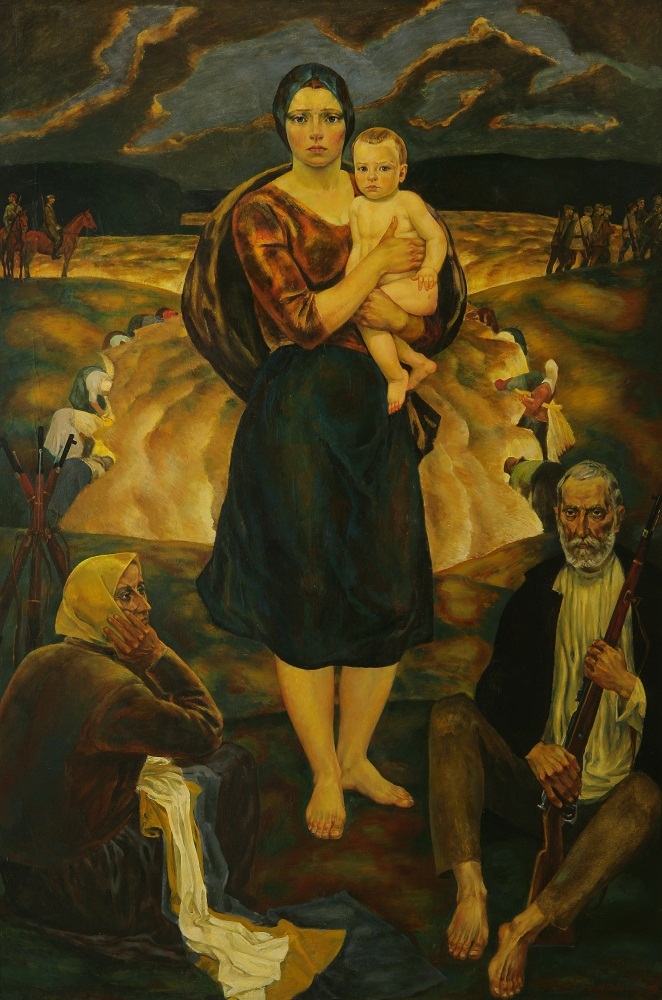
M. Sawicki Partyzancka madonna (Партызанская мадонна, 1978)
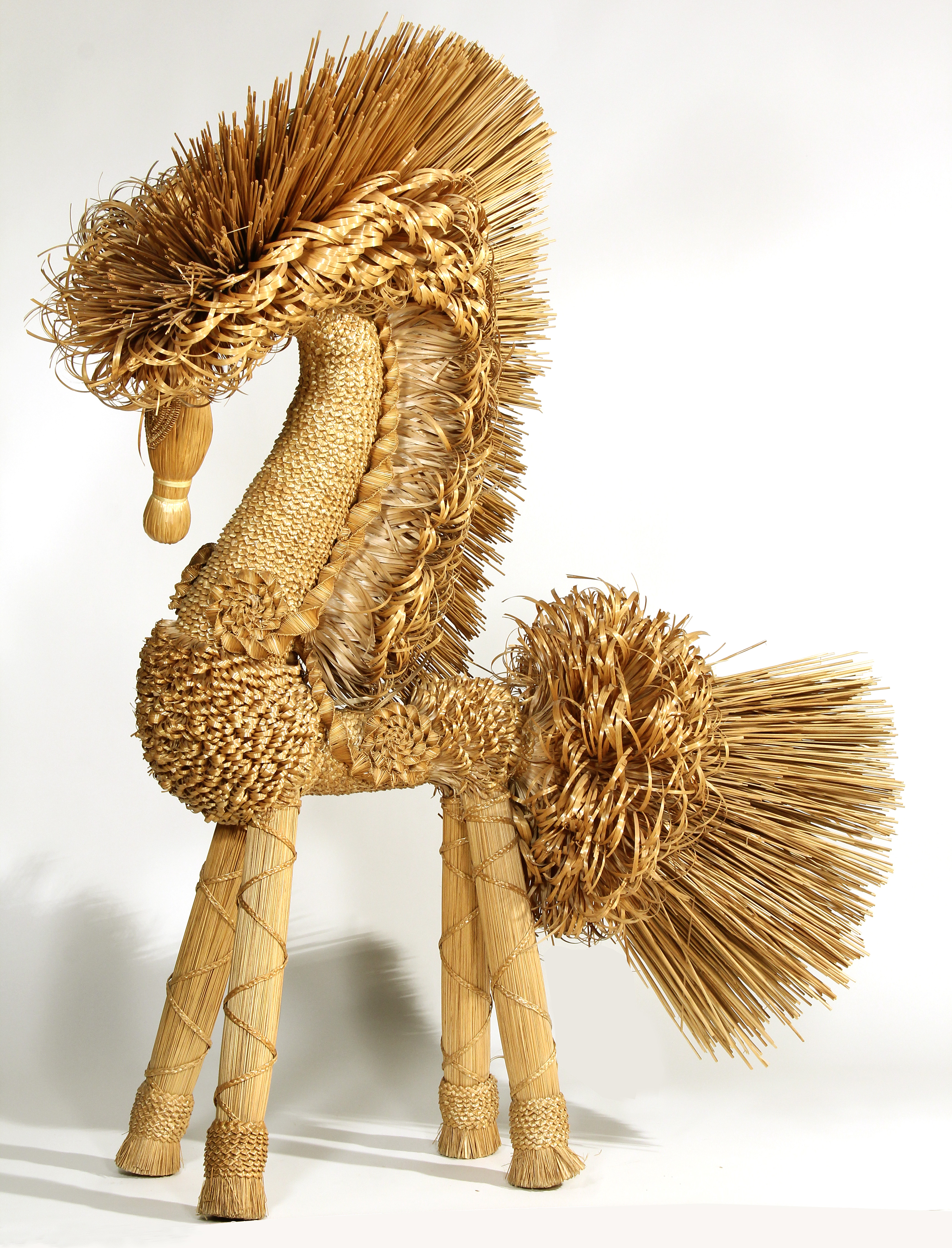
Zabawka ze słomy Konik (XIX wiek)
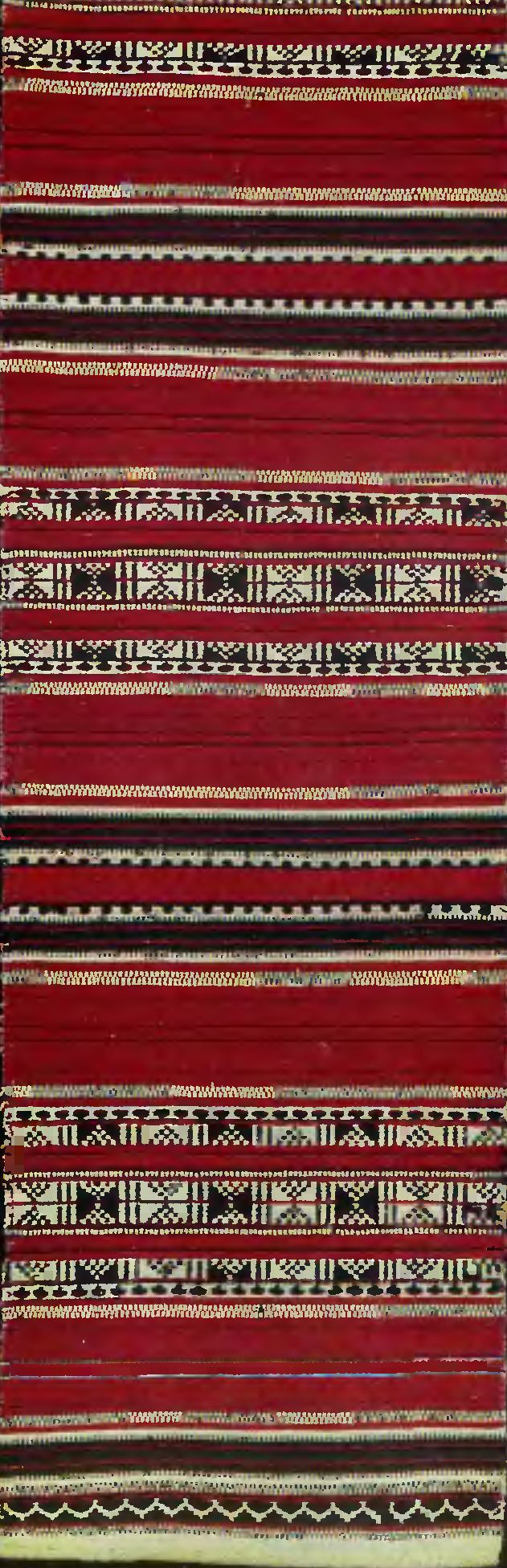
Ręcznik (ok. 1910)

### Sztuka rosyjska XVIII–XX wieku
Kolekcja sztuki rosyjskiej obejmuje okres XVIII–XX wieku i liczy ponad 3 tys. eksponatów (malarstwo, rzeźba, grafika, sztuka użytkowa).
11. Malarstwo rosyjskie XVIII–XX wieku
Malarstwo portretowe XVIII wieku reprezentowane jest przez obrazy Dmitrija Lewickiego, Fiodora Bruni, Fiodora Rokotowa, Władimira Borowikowskiego i in., malarstwo z pierwszej połowy XIX wieku – przez dzieła Aleksieja Wenecjanowa, Grigorija Czerniecowa (Григорий Чернецов), Maksima Worobjowa (Максим Воробьёв), Pawła Fiedotowa, Wasilija Tropinina oraz malarstwo z drugiej połowy XIX wieku – przez dzieła Aleksieja Sawrasowa, Archipa Kuindży, Ilji Riepina, Isaaka Lewitana, Iwana Szyszkina, Wasilija Surikowa. Z przełomu XIX i XX wieku w kolekcji znajdują się obrazy malarzy, zrzeszających się w Błękitnej róży, Bubnowym Walecie, Związku Malarzy Rosyjskich (Союз русских художников) oraz wokół „Świata Sztuki” – Isaak Brodski, Michaił Wrubel, Walentin Sierow itd. XX wiek malarstwa rosyjskiego przedstawiają dzieła Gieorgija Riażskiego (Георгий Ряжский), Nikołaja Kasatkina, Piotra Konczałowskiego (Пётр Кончаловский) i in.
12. Rzeźba rosyjska XIX–XX wieku
W dziale rosyjskiej rzeźby z drugiej połowy XIX wieku znajdują się dzieła przedstawicieli akademickiej szkoły, np. Nikołaja Ławierieckiego (Николай Лаверецкий), Parmiena Zabiełły (Пармен Забелло), wystawione są dzieła rzeźbiarzy z okresu realizmu: Jewgienija Lanceraya (Евгений Лансере), Marka Antokolskiego itd. Przedstawicielami rosyjskiego rzeźbiarstwa rosyjskiego XX wieku w kolekcji są dzieła Pawła Trubieckoja (Павел Трубецкой), Sarry Lebiediewej (Сарра Лебедева), Wiery Muchinej i in.
13. Rosyjska sztuka użytkowa XIX–XX wieku
Pod koniec lat pięćdziesiątych XX wieku zaczęła powstawać kolekcja rosyjskiej sztuki użytkowej. Wśród nabytków muzeum znalazły się w niej wyroby z laki XIX–XX wieku z fabryk Łukutinych i Wiszniakowych oraz znane laki z Palecha (papierośnice, popielniczki, pudełka na zapałki i koraliki, puderniczki, skrzynki, spinki do mankietów, tabakiery, tacki, talerze). Najstarszym eksponatem tej kolekcji jest pudełko na koraliki z rysunkiem pędzącego psa, datowane na lata 1818–1828.
Kolekcja rosyjskiej porcelany jest stosunkowo niewielka, obejmuje wyroby znanych fabryk rosyjskich z okresu XVIII–XX wieku. Najstarszym zabytkiem jest talerz Własny (Уласны) ze złotą wypukłą siatką i szkarłatnymi kwiatami. Datowany jest na połowę XVIII wieku, stworzony w stylu rokoko dla cesarzowej Elżbiety Romanowej przez mistrza z Cesarskiej Fabryki Porcelany (Императорский фарфоровый завод). W kolekcji jest też kilka sztuk z zastaw stołowych czasów Katarzyny II, wazy połowy XIX wieku z reprodukcjami obrazów rosyjskich, wyroby petersburskiej fabryki porcelany braci Korniłowych i Kuzniecowych z przełomu XIX i XX wieku i leningradzkiej fabryki porcelany czasów radzieckich. Oprócz naczyń, w zbiorze znajduje się plastyka porcelanowa.

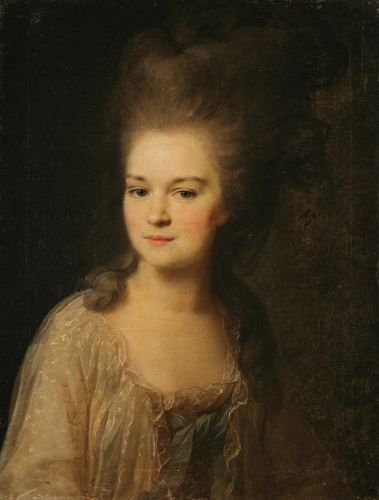
F. Rokotow Portret A.P. Kutajsowej (Портрет А.П. Кутайсовой, ok. 1780)
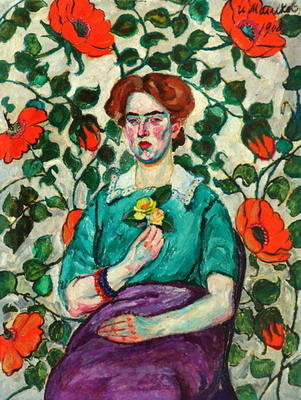
I. Maszkow Portret kobiety (Илья Машков, Портрет женщины, 1908)
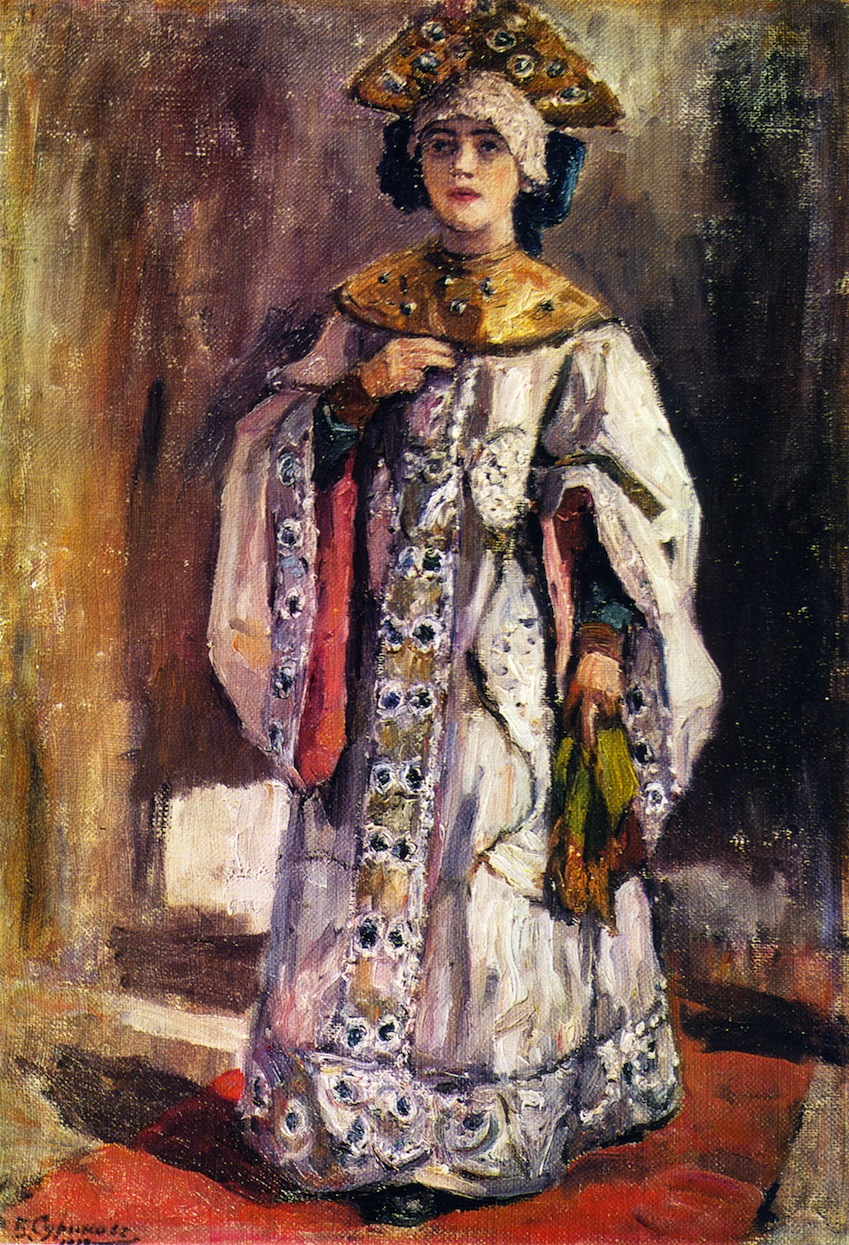
W. Surikow Carówna (Царевна, 1912)
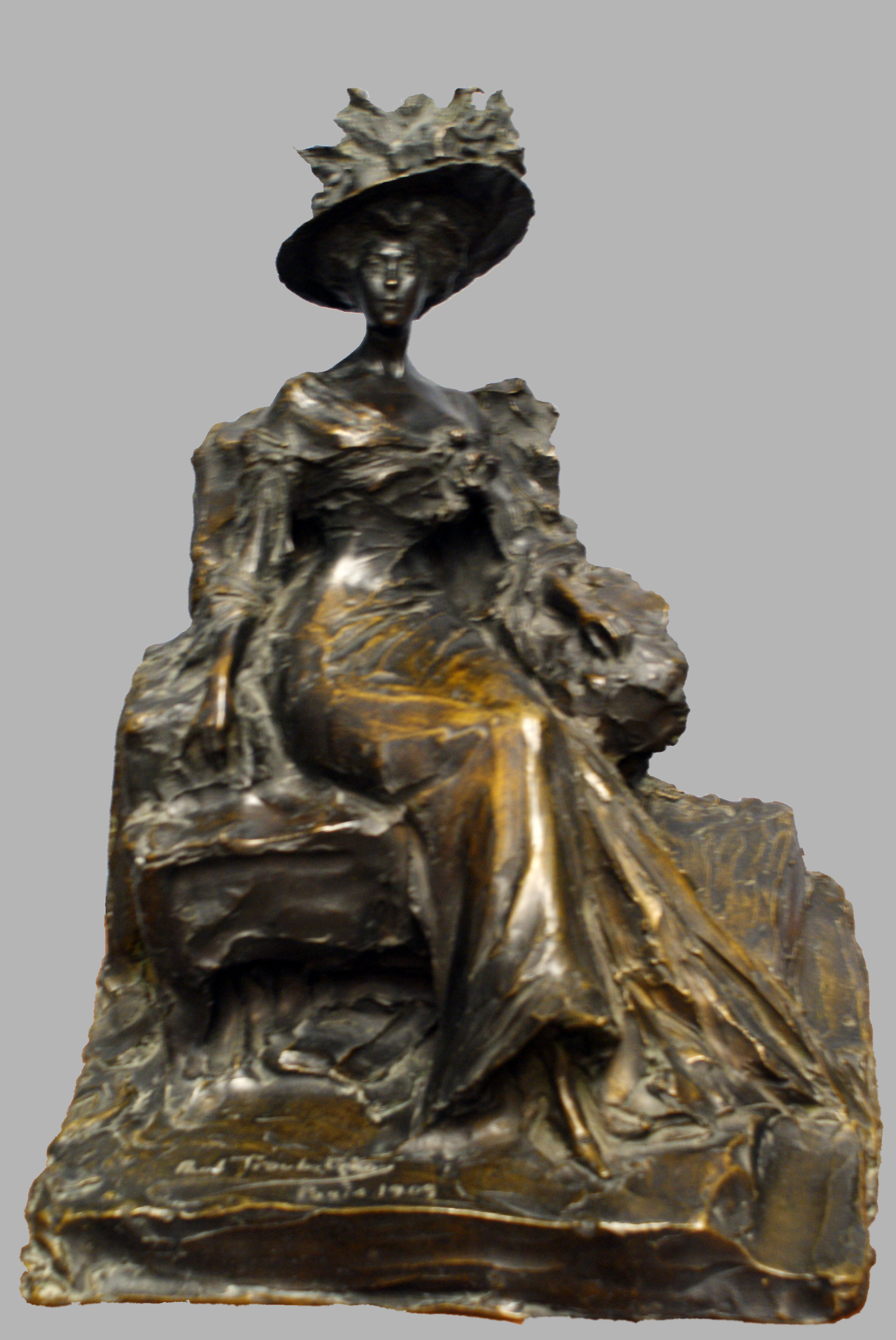
P. Trubieckoj Dama, która siedzi (Дама, якая сядзіць, 1909)
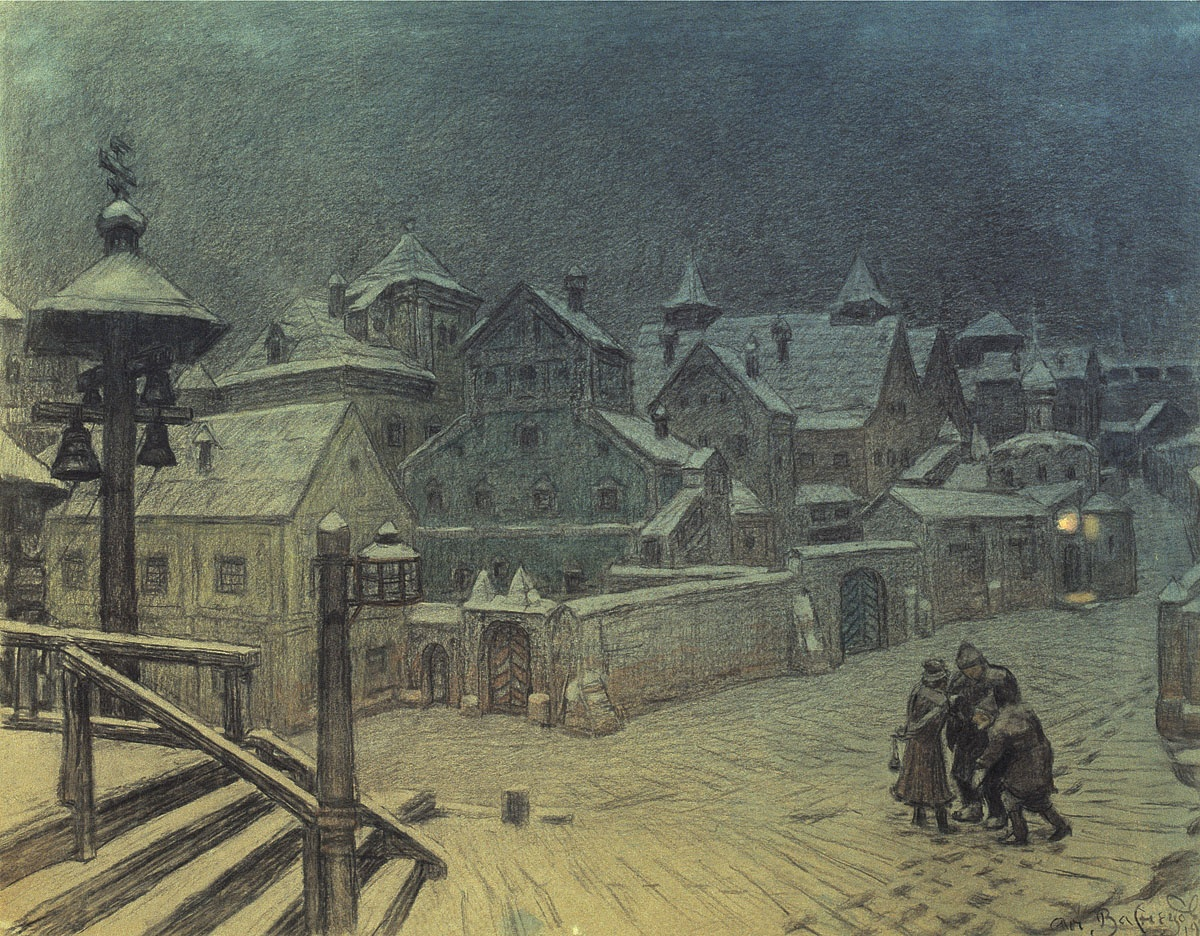
A. Wasniecow Śpi bojarski dwór (Спят боярские хоромы, 1933)

### Sztuka europejska XVI–XX wieku
14. Malarstwo europejskie XVI–XX wieku
Kolekcję malarstwa europejskiego XVI–XX wieku zaczęto formować pod koniec lat czterdziestych XX wieku. Najwięcej dzieł zgromadzono w latach sześćdziesiątych i siedemdziesiątych. Muzeum Sztuk Pięknych im. Puszkina w Moskwie przekazało m.in. obrazy Frederika de Moucherona, Huberta Roberta, Jacoba van Ruisdaela, Josepha Verneta, Philipsa Wouwermana. W 1961 roku od kolekcjonera Michaiła Habyszaua (Міхаіл Габышаў) zakupiono 10 obrazów artystów włoskich, które zapoczątkowały dział malarstwa włoskiego. Włoskie malarstwo portretowe XVI–XIX wieku reprezentują portrety i obrazy o tematyce biblijnej i mitologicznej m.in. Ujawnienie Odyseusza (Выкрыццё Адысея) Antonia Zanchiego, Scena mitologiczna (Міфалагічны сюжэт) Girolama Troppy, Pejzaż z bykiem (Пейзаж з быком) Francesca Giuseppe’a Casanovy.
W 1965 roku nabyto obrazy Pejzaż górski (Горны пейзаж) Alexandre’a Calame’a, Po polowaniu (Пасля палявання) Bengta Nordenberga, Zuzanna i starcy (Сусанна і старцы) Jeana-François de Troya itd. Po kilka obrazów w kolekcji daje wyobrażenie o realizmie holenderskim XVIII wieku (Philips Wouwerman, Thomas Heeremans), malarstwie flandryjskim (Peter van Bloemen), francuskim okresu XVII–XIX wieku (Hubert Robert, François Gérard, Jean-Baptiste Regnault), angielskim (George Morland, Thomas Barker), duńskim (Christian Albrecht Jensen), belgijskim, niemieckim, austriackim, polskim.
15. Grafika europejska XVIII–XX wieku
W dziale grafiki europejskiej XVIII–XIX wieku znajdują się dzieła przedstawicieli szkoły francuskiej (np. Pierre-François Basan), włoskiej (np. Giovanni Battista Piranesi), angielskiej, niemieckiej i polskiej oraz grawiury drugiej połowy XX wieku.
16. Rzeźba europejska XVIII–XX wieku
Rzeźbiarstwo europejskie XVIII–XX wieku reprezentowane jest za pomocą dzieł mistrzów rzeźby francuskiej, włoskiej i polskiej (Antonio Tarsia, Enrico Braga, Giuseppe Del Nero, Jean-Baptiste Carpeaux, Pierre-Jules Mene itd.).
17. Europejska sztuka użytkowa XVIII–XX wieku
Wśród eksponatów sztuki użytkowej XVIII–początku XIX wieku znajduje się porcelana europejska. Najstarszy okaz w kolekcji (porcelana miśnieńska) pochodzi z 1710 roku. Z drugiej połowy XVIII wieku są wyroby Königliche Porzellan-Manufaktur Berlin, z pierwszej połowy XIX wieku – angielska majolika z Jersey. Ponadto w zbiorach znajduje się czeska i austriacka porcelana XVIII–XX wieku, meble gdańskie i holenderskie z XVII wieku oraz gabinet z południowych Niemiec przełomu XVII i XVIII wieku. Z XX wieku na stałe wyeksponowano ceramikę według projektów Pabla Picassa.

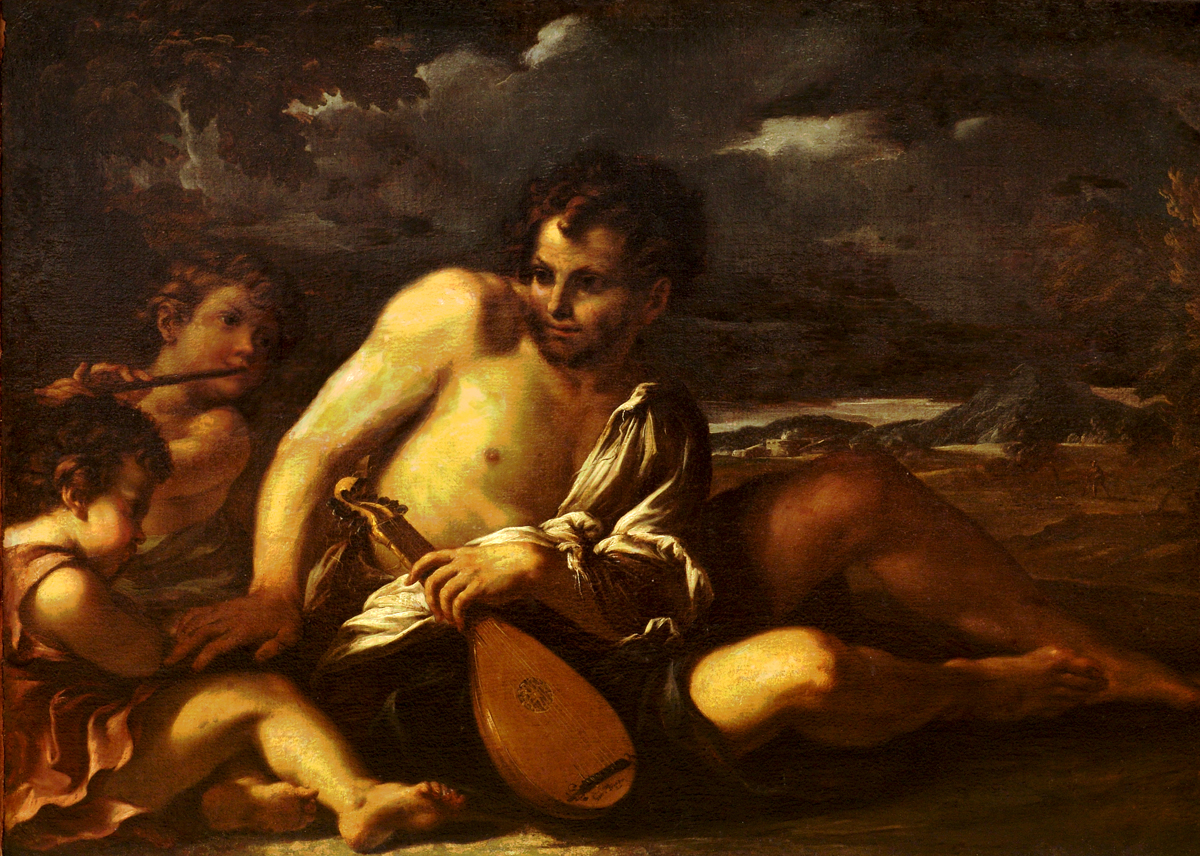
G. Troppa Scena mitologiczna (ok. 1710)
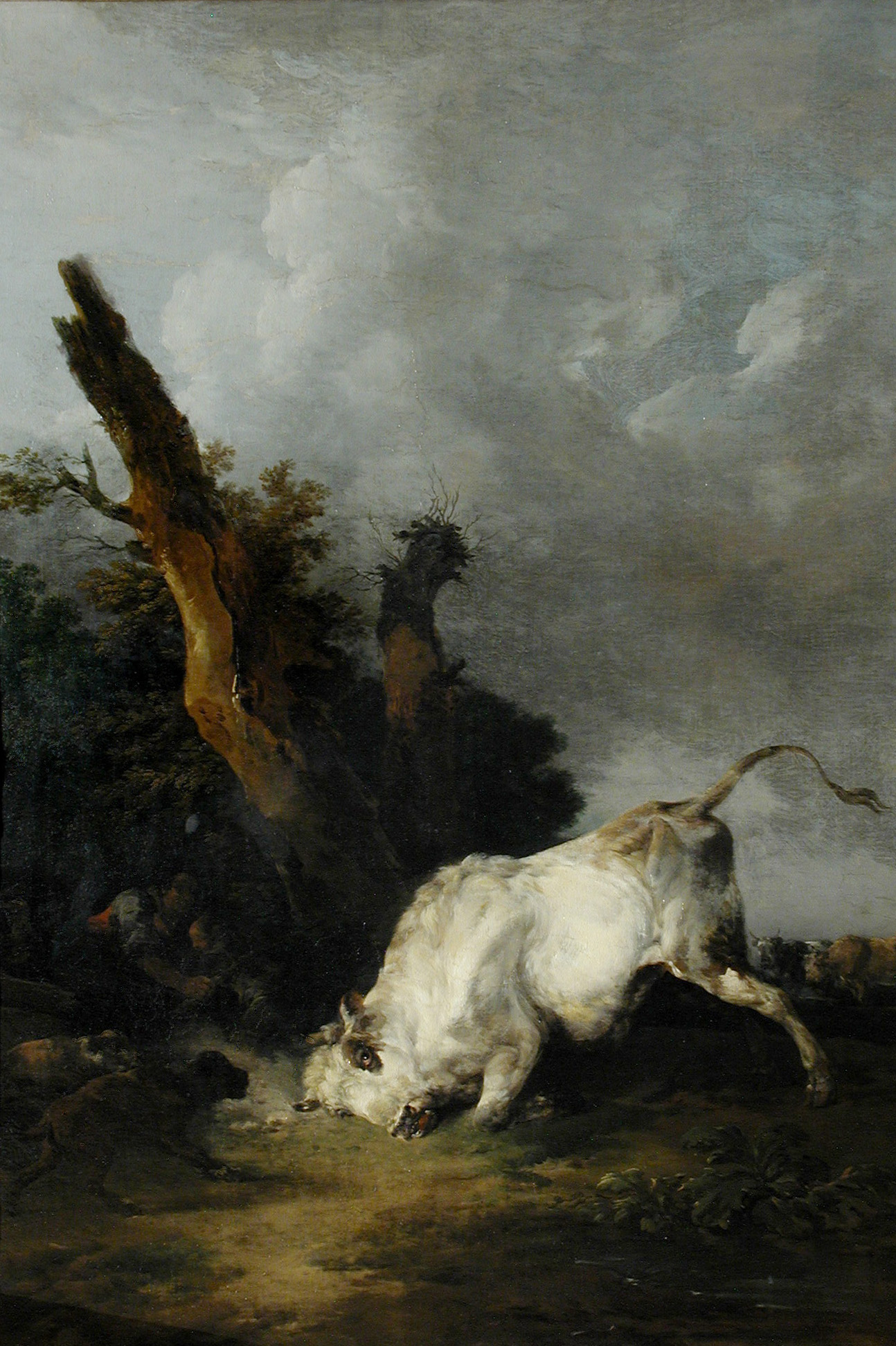
F.G. Casanova Pejzaż z bykiem (XVIII wiek)
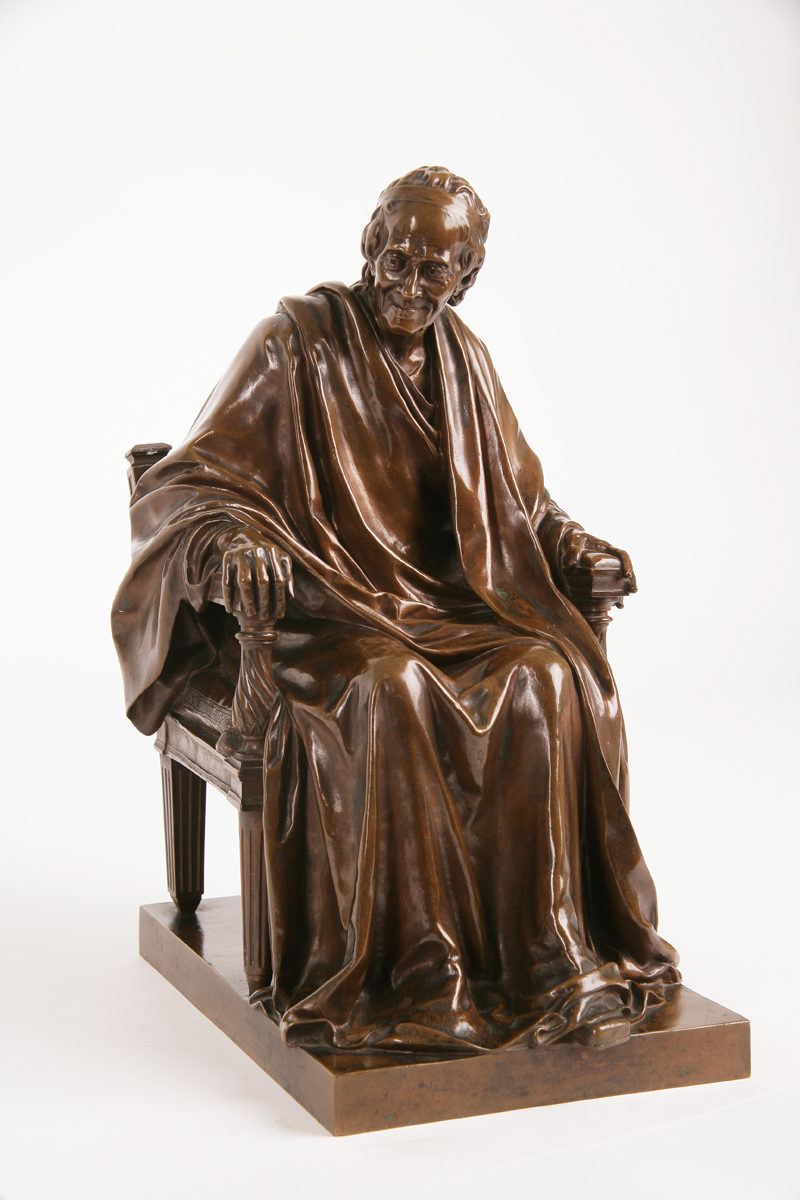
J.-A. Houdon Voltaire siedzący w fotelu (Вальтэр, які сідзіць у крэсле, odlew po 1839)
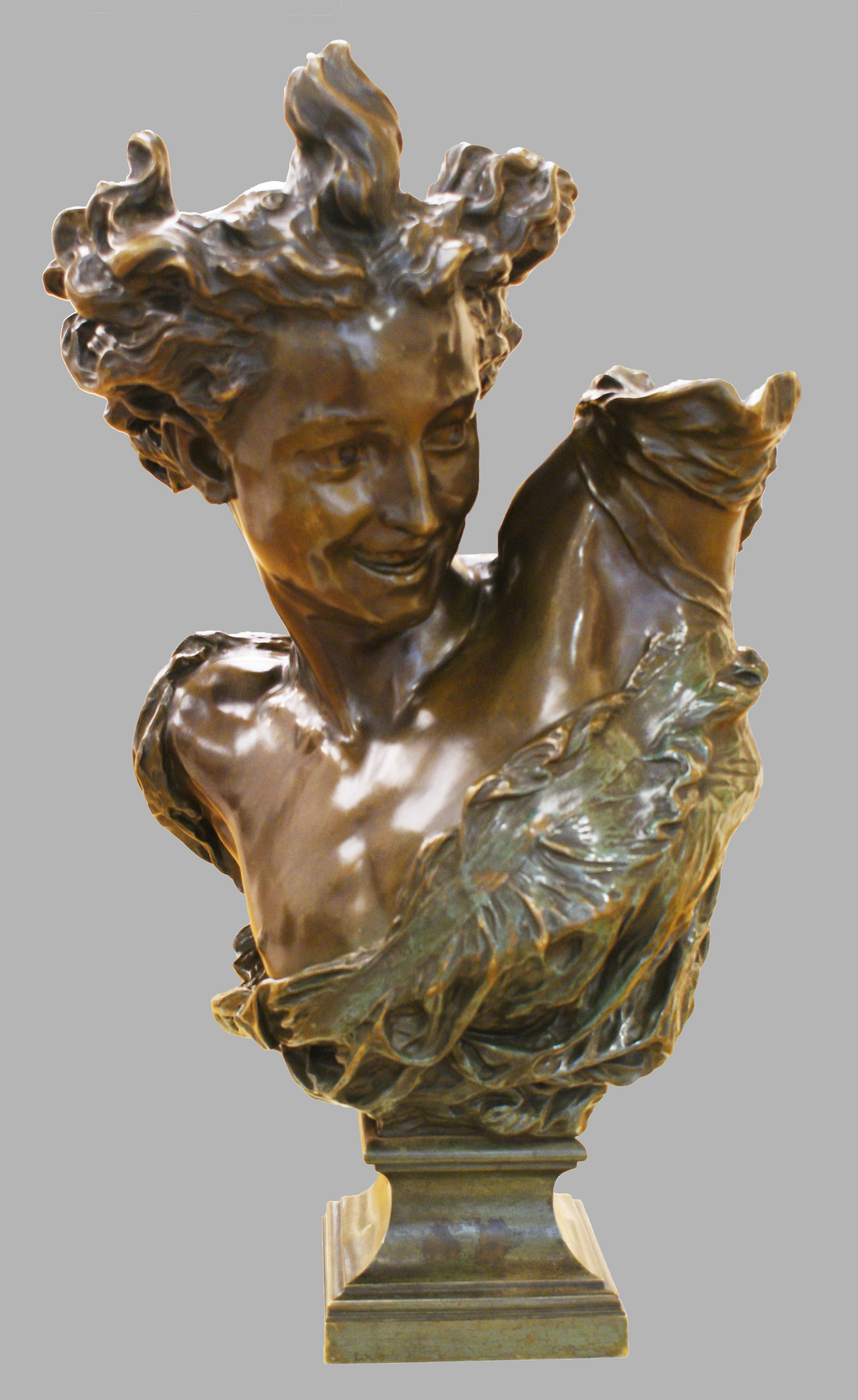
J.-B. Carpeaux Popiersie geniusza tańca (Бюст генія танца, ok. 1873)

### Sztuka państw wschodnich XIV–XX wieku
Początek kolekcji datowany jest na koniec szóstej dekady XX wieku, gdy Ministerstwo Kultury Chińskiej Republiki Ludowej przekazało muzeum wielki zbiór chińskiej sztuki użytkowej. Udział w formowaniu kolekcji wzięli także kolekcjonerzy prywatni oraz moskiewskie Muzeum Wschodu (Музей Востока), które przekazało część zbiorów w 1960 roku. Kolekcja liczy około 1,5 tys. dzieł sztuki.
18. Sztuka Dalekiego Wschodu
Wśród okazów sztuki chińskiej jest porcelana z XV–XX wieku i wyroby ceramiczne (filiżanki, wazy, plastyka porcelanowa) okresów panowania cesarzy Kangxi, Yongzheng, Qianlong (XVII–XVIII wiek), wyroby porcelanowe, szklane i z kamieni półszlachetnych z XIX–początku XX wieku, emalie, z których najstarsza pochodzi z XVIII wieku, pekińskie laki z XIX wieku, drewniane rzeźby z XVII–XVIII wieku.
Większość zbiorów japońskich pochodzi z XIX–XX wieku. Jest to ceramika i porcelana z motywami kwitnącej wiśni, jodły i feniksa, polichromie ze scenami batalistycznymi i rodzajowymi, motywami literackimi i religijnymi, kimona współczesnych mistrzów japońskich, obi z tradycyjnymi japońskimi ornamentami oraz netsuke z XVIII–początku XX wieku.
19. Sztuka Azji Południowej
Sztukę Indii przedstawiają miniatury oraz tkactwo i hafciarstwo ręczne (chusty, dywany, sari, kalamkari, narzuty, szale) z XIX–XX wieku, współczesne wyroby kowalskie (zdobione ornamentami tarcze i kindżały), nawiązujące do tradycyjnej sztuki kowalstwa Indii, ażurowe meble z Kaszmiru, pattachitra – ludowe malarstwo na płótnie, miniatury z Radżastanu.
20. Sztuka Azji Środkowej
W dziale sztuki irańskiej wyeksponowane są ceramiczne, metalowe i szklane naczynia z XIX wieku, wyroby z papier-mâché, drewna, laki z XVIII–XIX wieku, dywany z Beludżystanu i Tebrizu z XIX–XX wieku. Wyroby samarkandzkich mistrzów Azji Środkowej odwołują się do tradycji ludowych. Wśród eksponatów znajdują się wazy, talerze, filiżanki i rzeźby.

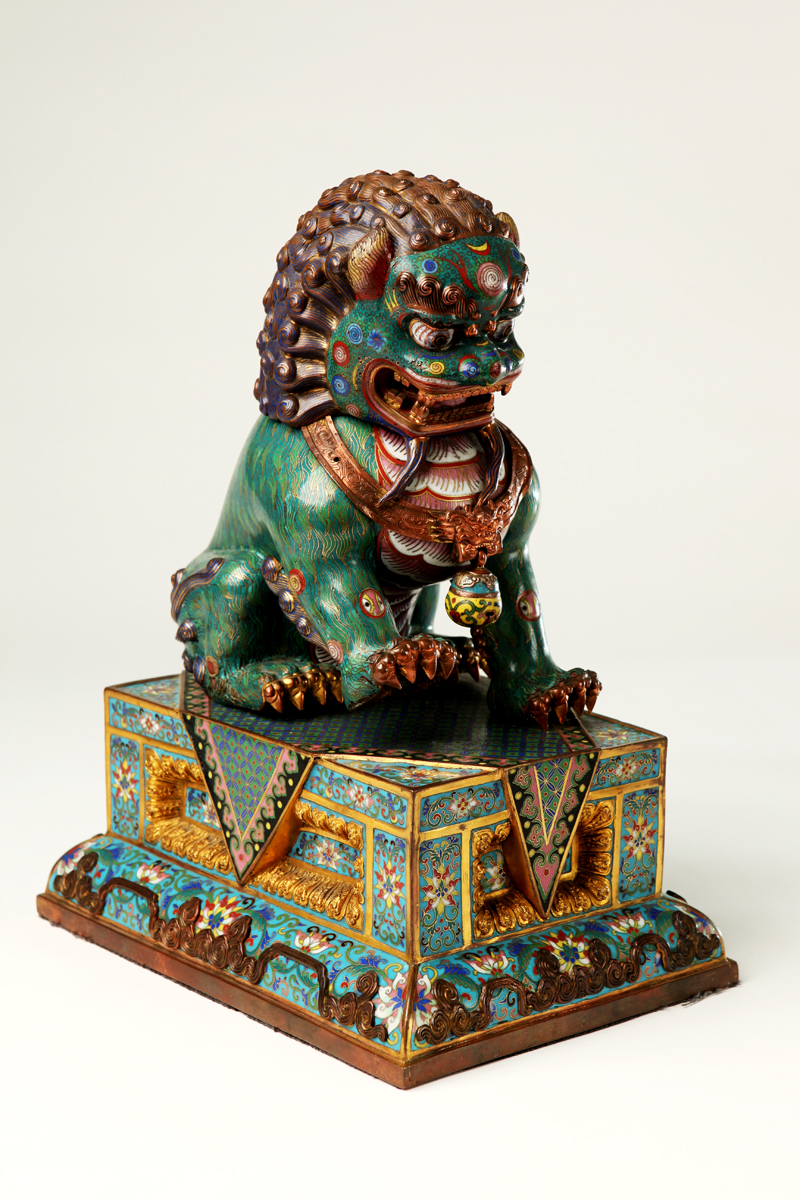
Lew Fo (Лев Фо, Chiny, XVIII wiek)
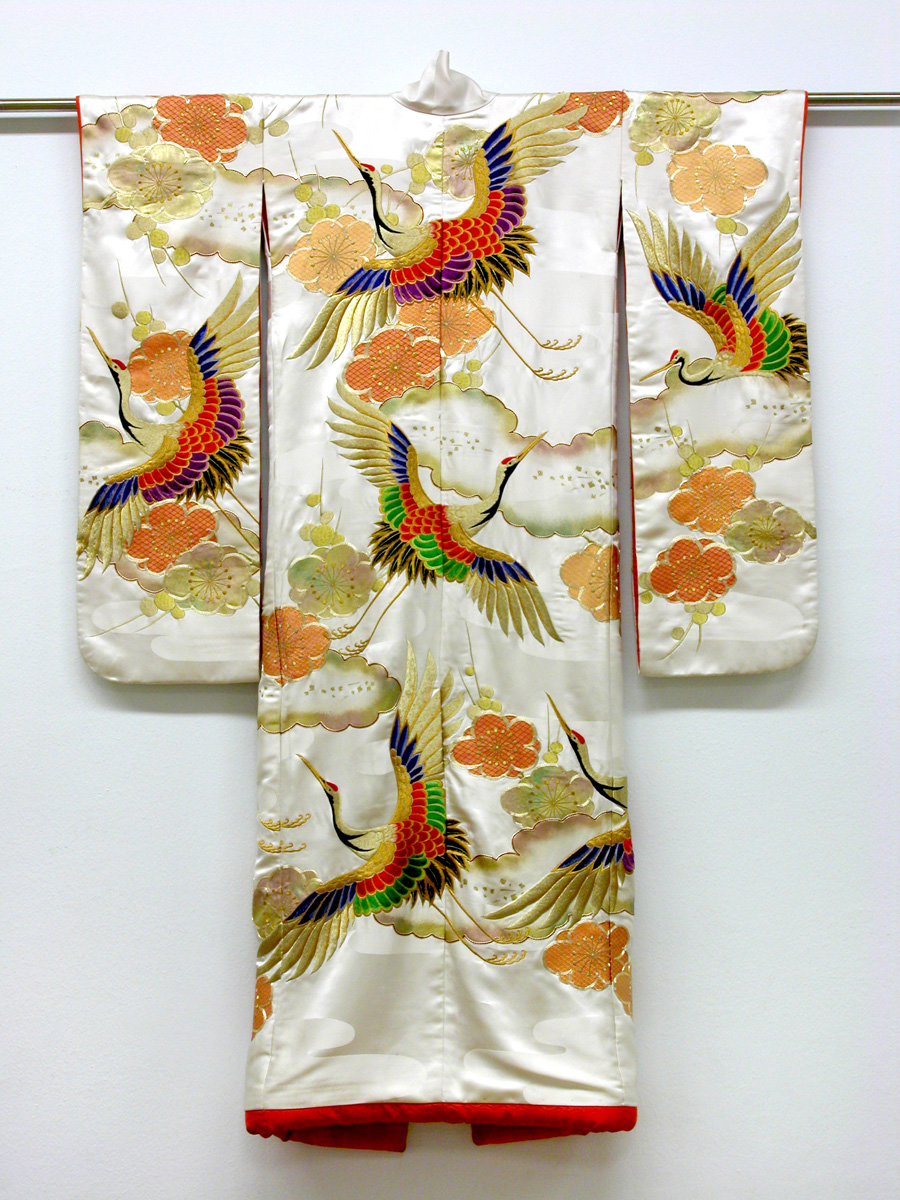
Białe kimono (Japonia)
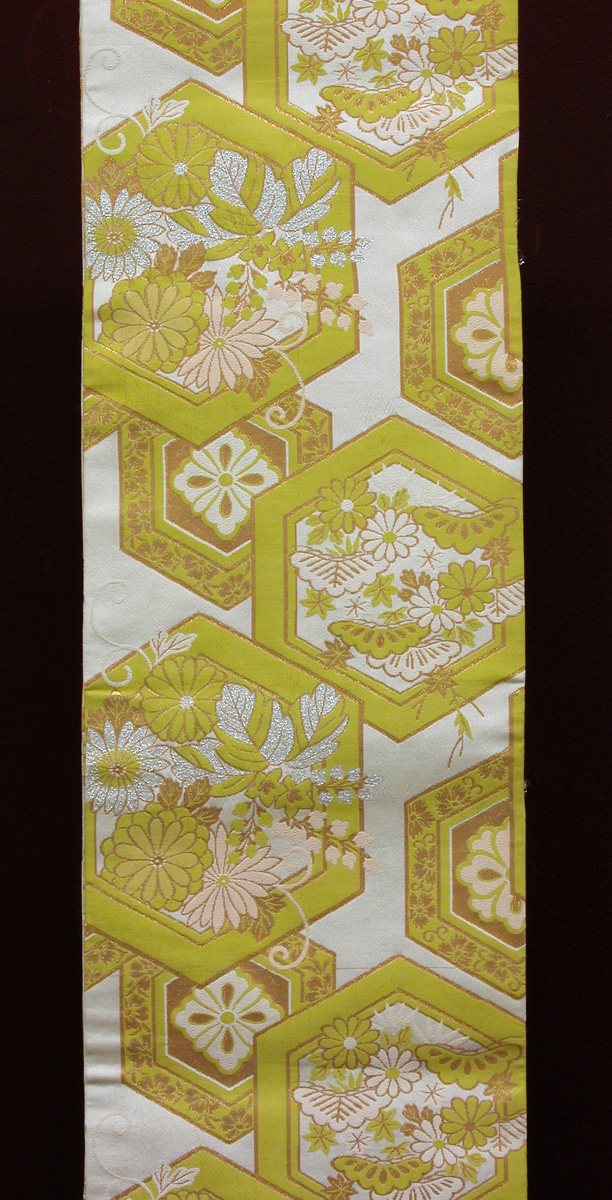
Obi (Japonia, XIV wiek)
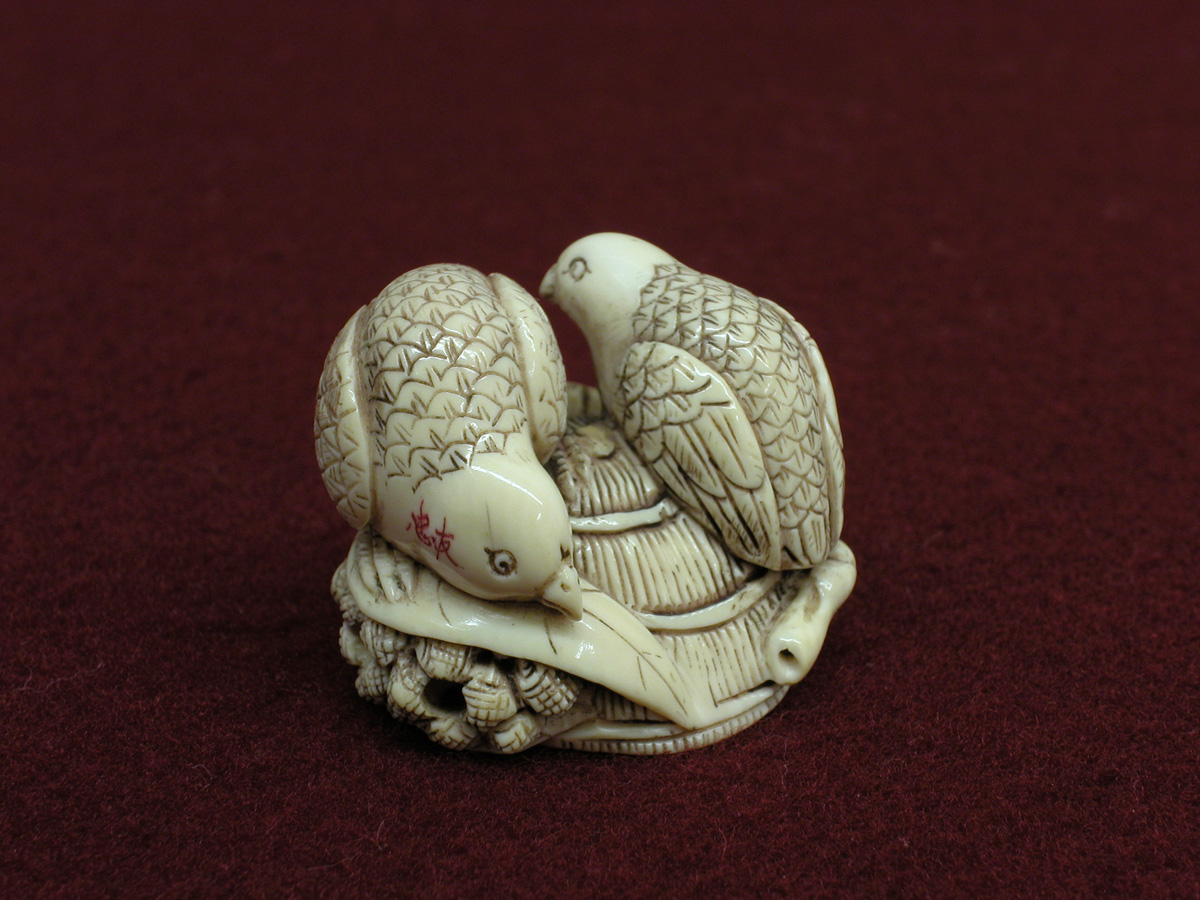
Netsuke (Japonia)